# Pobles indígenes de l'Argentina

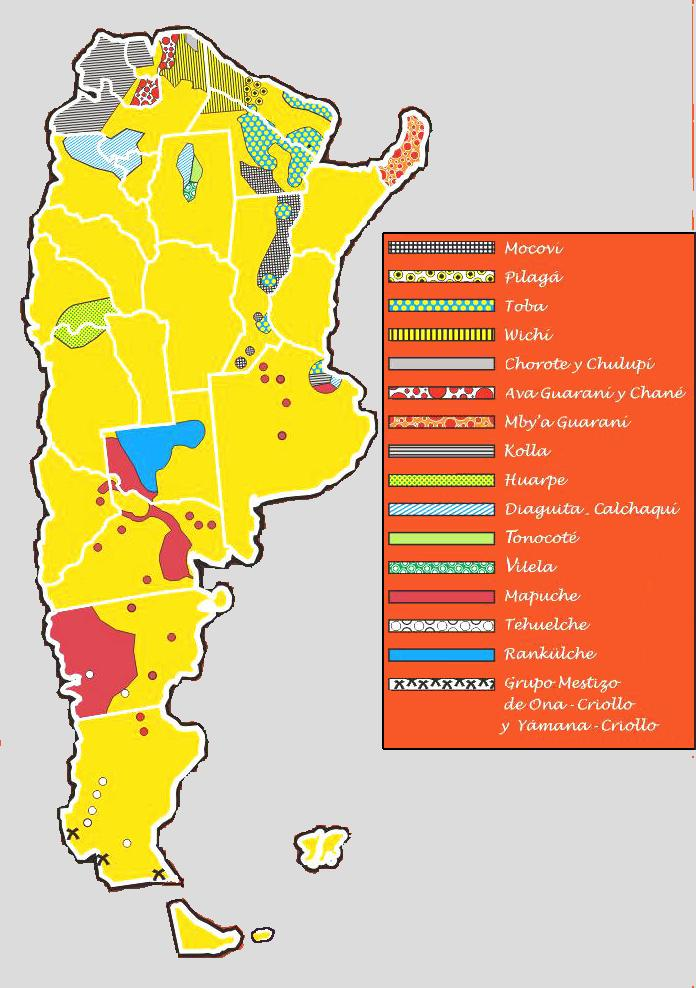
Distribució de la població indígena de l'Argentina

Els indígenes de l'Argentina són el conjunt d'individus i pobles amerindis que habitaven el territori actual de l'Argentina al moment de l'arribada dels europeus al segle xvi, així com també els seus descendents actuals i passats (barrejats o no amb no-indígenes) i aquells d'iguals condicions en països limítrofs que van migrar cap a l'actual territori argentí a partir d'aquell moment.
Les dades definitives de l'Enquesta Complementària de Pobles Indígenes (ECPI) realitzada en 2004-2005 destaquen l'existència de 35 pobles indígenes en l'Argentina, integrats per 600.329 individus (457.363 que es reconeixen pertanyents a algun poble aborigen, més 142.966 que no pertanyen però són descendents en primera generació d'un poble) equivalent a aproximadament el 1,6% de la població total. Això sense perjudici que poc més de la meitat de la població té almenys un avantpassat indígena, encara que en la majoria dels casos s'ha perdut la memòria familiar d'aquesta pertinença. En el cens realitzat en el 2022, 1.306.730 persones es van reconèixer com indígenes o descendents de pobles indígenes, representant amb això el 2,8% de la població nacional.
En relació amb els grups originaris, a l'àrea del Chaco habiten comunitats de qoms, pilagás, wichí, chorotes, mocovís, chanés, chulupís i guaranís dels grups chiriguanos i tapieté. A les zones andines de la regió nord-oest de país habiten diferents pobles englobats actualment en la denominació de kollas, a més de diaguites. A les regions patagones i pampeanes es troben comunitats de maputxes, rankultxes i tehueltxes. La província de Misiones compta amb comunitats mbyá guaranís i grups menors de chiripás i paí tavyterá, també integrants del poble guaraní.
Els pobles originaris que van constituir la base del mestissatge en l'època colonial estaven dividits en tres grans grups:
- els pertanyents al grup de la civilització andina, principalment diaguites, sanavirons i comechingones;
- els pertanyents a grup chaco-mesopotàmic, principalment la civilització guaranís, els guaycurús i el poble wichí;
- els pobles de caçadors-recol·lectors del sud, principalment els pobles hets, chonks i posteriorment, després de l'arribada dels espanyols, els maputxes.

La reforma de la Constitució realitzada el 1994 va reconèixer «la preexistència ètnica i cultural dels pobles indígenes argentins», així com el respecte a la seva identitat i el dret a una educació bilingüe i intercultural.

## Definició de la paraula indígena
La definició de la paraula «indígena» és motiu de discussió, però en el cas de l'Argentina pot aplicar el definit pel relator especial de les Nacions Unides, José Martínez Cobo, en el seu Estudi del problema de la discriminació contra les poblacions indígenes:
| « | Les comunitats, pobles i nacions indígenes són aquells que, tenint una continuïtat històrica amb les societats prèvies a la invasió i colonització que es van desenvolupar en els seus territoris, es consideren a si mateixos diferents d'altres sectors de les societats que prevalen actualment en aquests territoris, o en parts d'aquests. En l'actualitat constitueixen sectors no dominants de la societat i estan determinats a preservar, desenvolupar i traspassar-la a futures generacions els seus territoris ancestrals i la seva identitat ètnica, com a base de la seva contínua existència com a pobles, d'acord amb les seves pròpies pautes culturals, institucions socials i sistemes legals. | » |

El Conveni 169 de l'Organització Internacional del Treball (OIT), ratificat per l'Argentina, en el seu article 1.1.b va realitzar la següent definició respecte de la seva aplicació:
| « | ... als pobles en països independents, considerats indígenes pel fet de descendir de poblacions que habitaven al país o en una regió geogràfica a la qual pertany el país en l'època de la conquesta o la colonització o de l'establiment de les actuals fronteres estatals i que, qualsevol que sigui la seva situació jurídica, conserven totes les seves pròpies institucions socials, econòmiques, culturals i polítiques o part d'elles. | » |

Aquests pobles, comunitats o individus són identificats a l'Argentina com «indígenes», «aborígens» o «originaris», termes que s'han desplaçat al d'«indis» que va adquirir un sentit pejoratiu.
La Llei nacional 23.302 sobre Política Indígena i suport a les Comunitats Aborigens va ser promulgada el 8 de novembre de 1985, i va crear per a la seva aplicació l'Institut Nacional d'Assumptes Indígenes (INAI) com a entitat descentralitzada amb participació indígena en l'àmbit del Poder Executiu Nacional. Aquesta llei va definir el concepte legal de comunitat indígena:
| « | S'entén com a comunitats indígenes als conjunts de famílies que es reconeguin com a tals pel fet de descendir de poblacions que habitaven el territori nacional en l'època de la conquesta o colonització i indígenes o indis als membres d'aquesta comunitat. | » |

D'aquesta manera, l'autoreconeixement és el criteri fonamental per a la definició d'«indígena» a l'Argentina, és a dir, la consciència que els mateixos tenen de la seva identitat. Sobre aquesta base el Cens Nacional de Població, Llars i Habitatges de 2010 va rellevar l'existència de 955.032 persones que es reconeixen elles mateixes com indígenes, constituint al voltant del 2,38% de la població total del país.

## Introducció
El poblament humà de l'actual territori de l'Argentina té una antiguitat d'almenys 12.890 ± 90 aC d'acord amb les troballes de Piedra Museo, a la regió patagona. Amb posterioritat es van formar tres ecorregions indígenes amb diferències molt marcades: 
- en el quadrant del nord-oest andí es van establir cultures agroterrisseres emparentades amb la civilització andina i una part d'elles va arribar a formar part de l'Imperi Inca;
- en el quadrant nord-est es van establir cultures agroterrisseres relacionades amb la família tupí-guaraní;
- en la pampa i la Patagonia es van establir cultures nòmades (que no tenien una etnogènesi comuna, ja que pertanyien i pertanyen a famílies lingüístiques diverses).

Mapa de les migracions humanes fora d'Àfrica[12]
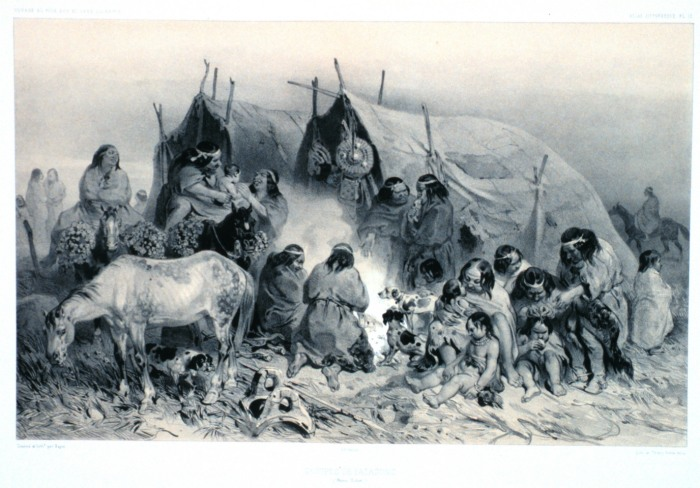
Grup de tehueltxes (dibuix de 1832). A Voyage au pole sud et dans l'Oceanie ..... per les naus franceses Astrolabe i Zélée, sota el comandament de Jules Dumont d'Urville

Durant la conquesta europea, les cultures indígenes que habitaven l'actual territori argentí van experimentar diverses destinacions. D'una banda, les cultures pampeanes i patagones, així com les que habitaven el Gran Chaco, van resistir la conquesta espanyola i posterior culturització, i mai van estar sota la seva dominació directa. Diferent va ser la situació que es va donar en el quadrant nord-oest, ja que la colonització espanyola va establir els seus principals centres de població i producció sobre la base de treball de comanda dels indígenes, en tant que les nacions indígenes van protagonitzar grans guerres i insurreccions contra els espanyols. El quadrant nord-est es va caracteritzar per l'establiment de les missions jesuítiques guaranís que van conformar un tipus completament original de societats indígenes-cristianes autònomes de la Monarquia Hispànica que es van enfrontar fins i tot a les tropes conjuntes d'Espanya i Portugal en l'anomenada guerra Guaraní, i que van ser finalment dissoltes per la Corona Espanyola el 1768.
Totes les nacions indígenes van patir també el col·lapse demogràfic que va afectar tots els pobles indígenes americans, i que va ser en gran manera conseqüència de certes malalties portades pels europeus. S'estima que a l'arribada dels espanyols, hi havia entre 0,4 i 2 milions d'aborígens a l'Argentina, assentats i agrupats en les valls més fèrtils del nord-oest argentí i, en menor grau, a les valls dels grans rius del litoral argentí. La resta de l'extens territori va tenir una densitat demogràfica inferior a menys d' 1 hab / km². Les fonts més alcistes arriben a 1,5 milions i les més baixes a 0,3 milions de persones.
Una vegada que les Províncies Unides del Riu de la Plata es van constituir com a estat formalment independent el 1816, i com República Argentina el 1826, es va iniciar un procés de conquesta dels territoris ocupats pels pobles indígenes que no havien estat dominats per l'Imperi Espanyol, especialment a la regió de la pampa, la Patagònia i el Gran Chaco. Aquestes «guerres contra l'indi» van tenir el seu punt més alt en l'anomenada Conquesta del Desert de 1880, on van ser derrotats els pobles maputxe i ranquel, i li van permetre a l'Estat argentí controlar efectivament amplis territoris.
Les dades definitives de l'Enquesta Complementària de Pobles Indígenes (ECPI) realitzada el 2004-2005 destaquen l'existència de 30 pobles indígenes a l'Argentina, integrats per 955.032 individus (940.363 que s'autoreconeixen pertanyents a algun poble aborigen, més la resta que no pertanyen però són descendents en primera generació d'un poble aborigen) equivalent a aproximadament el 2,38% de la població total de l'Argentina. El nombre exacte de pobles depèn de si es consideren com a tals o no, a parcialitats integrants d'algunes cultures amb característiques pròpies i als grups mestissos resultants del renaixement de la seva identitat cultural autòctona. Això sense perjudici que s'ha estimat que gairebé el 60% de la població argentina te almenys un avantpassat indígena, encara que a la majoria dels casos s'ha perdut la memòria familiar d'aquesta pertinença. Totes les cultures indígenes han estat afectades per un procés deliberat d'invisibilització, promogut des de l'Estat, des de la segona meitat del segle xix.

## Història

### Els indígenes a la regió pampeana i la Patagònia
La Patagònia posseeix els registres més antics de la presència humana en el territori argentí, a la localitat de Piedra Museo, a la província de Santa Cruz, datats el 13.000 aC, aparentment relacionada també amb la possible presència humana molt més antiga encara detectada al sud de Xile, a l'àrea de Monte Verde, datada el 33.000 aC. Aquests descobriments no només han posat en crisi la teoria del poblament tardà i l'arribada per Beríngia, sinó que suggereixen un corrent poblador d'entrada a l'actual territori argentí a través de la Patagònia i l'extrem sud xilè.
Un altre remot assentament va ser situat a Los Toldos, també a la província de Santa Cruz, amb restes que daten del 10.500 aC. Fa 9000 anys va sorgir la indústria Toldense, caracteritzada per puntes de projectil subtriangulares bifacials i raspadors laterals i terminals, ganivets bifacials i eines d'os.
Aquests primers habitants del territori argentí caçaven milodons (amb el cos semblant a un gran os encara que amb cap semblant a la d'un camell) i hippidions (cavalls sud-americans que van desaparèixer fa 10.000 anys), a més de guanacs, llames i ñandús.

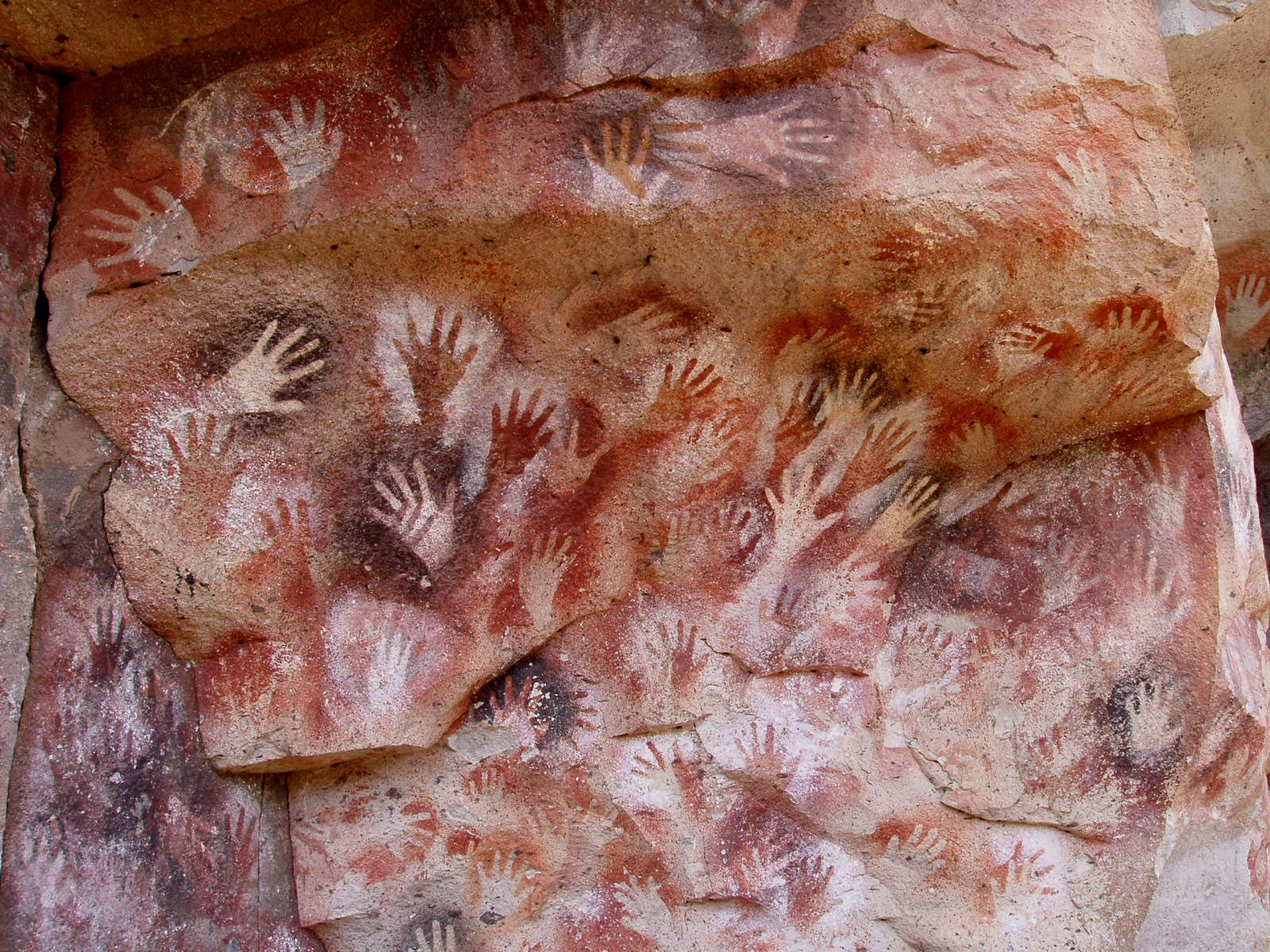
Cueva de las Manos, riu Pinturas, Santa Cruz, Argentina, 7300 aC. és l'art més antic de Sud-amèrica

A la mateixa zona, la Cova de les Mans (un ràfec a la vora del canó del riu Pinturas a la província de Santa Cruz, s'han trobat pintures rupestres del 7300 aC; impressions de palmells de mans prèviament tenyides amb pintura fresca a partir de tints naturals; «negatius» de mans obtinguts amb pintures en aerosol (es bufava la pintura a través del canal medul·lar d'un os), sobre les parets rocoses interposant les mans entre el medi (la pintura en aerosol) i el suport (la paret natural de roca); i imatges de guanacs molt elegantment i estilitzadament figurades. Es tracta d'una de les expressions artístiques més antigues dels pobles sud-americans i ha estat declarada Patrimoni Cultural de la Humanitat per la Unesco. Com en l'art magdalenià europeu, és molt probable que aquestes representacions estiguessin associades a un pensament màgic (especialment a l'anomenada màgia simpàtica) en la qual el ritu de dibuixar el desitjat se suposava que atreia el desitjat (en aquests casos, l'aliment a partir de la caça).
Per a l'any 9000 aC, ja havia començat el poblament de regió pampeana. Més tard, entre el 7000 i 4000 aC, apareix la indústria casapedrense, caracteritzada per una proporció més alta d'instruments lítics confeccionats sobre làmines, probablement com una mostra de l'especialització en la caça del guanac, la qual cosa també aquesta present en els desenvolupaments culturals posteriors dels patagons o tehueltxes.
Les cultures pampeanes i patagónices, a causa de raons que Marvin Harris qualifica com emic, no van poder sedentarizar-se ni especialitzar-se en l'agricultura ni en la conseqüent agroterrisseria; l'ecologia dels territoris que habitaven i l'índex demogràfic dels pobles pàmpids feia que la seva economia més sostenible fora la basada en un sistema «primitiu» i per aquests motius es van organitzar sobre la qual havia estat durant mil·lennis una reeixida base de sistemes de caça i recol·lecció. Aproximadament a partir de mitjans del segle xvii, gràcies a la captura i domesticació dels cavalls importats pels espanyols, van esdevenir els pàmpids (com els pàmpids «guaicurúes» de la regió del Chaco) en complexos eqüestres que, literalment, caçaven bestiar feréstec, ja que l'alta mobilitat i dispersió que l'ecologia (o millor dit la mesología (per exemple, grans temporades de sequera)) li havia imposat tradicionalment a aquestes ètnies els feia a les mateixes antieconòmica i fins i tot impracticable la ramaderia. Només des de la segona meitat de segle xix s'aprecia un incipient canvi d'estratègia en la manera de producció de la majoria dels pàmpids (des de la Terra del Foc fins al Chaco Boreal inclosos); les diverses ètnies i parcialitats dels pàmpids, en veure minvar els recursos de caça i recol·lecció i en tenir un augment demogràfic que implicava major pressió sobre els recursos naturals no cultivats, es van veure obligats a refundar la seva economia en una incipient agricultura de subsistència gairebé sempre reduïda a l'horticultura, encara que la falta de tècniques per contrarestar les sequeres en zones que recentment deixarien de ser considerades «desert» després del cultiu dry farming van fer que els seus intents no fossin tot el reeixit que requerien.

### El Litoral i el nord-est
Com en la regió pampeana i patagónica, els indígenes del Litoral argentí i del nord-est argentí van tenir els seus modes de producció gairebé exclusivament basats en la caça i la recol·lecció; vivien en una zona naturalment selvàtica de grans sistemes hídrics formats pel riu Paraná, el riu Paraguai, el riu Uruguai, el riu Salado del Nord, el riu Bermejo i el riu Pilcomayo que possibilitaven relativament fàcils fluxos culturals, però així també una forta inestabilitat política a causa que els mateixos cursos d'aigües es transformaven en fàcils rutes d'invasions.
La naturalesa del territori en ser pròdiga en pesca, caça i recol·lecció va fer que resultés molt més econòmic una manera de vida caçadora-recol·lectora que l'agricultura o la ramaderia. D'altra banda, el clima moltes vegades perhumit no facilitava una incipient agricultura ni menys una ramaderia. En aquesta situació es trobaven llavors els pobles als quals els invasors guaranís van anomenar pejorativament «guaicurúes» (els pàmpids qom al llarg del segle xx més coneguts entre els al·lòfons com toba (el segon és un nom derogatiu d'origen guaraní que significa «frontuts»), mokoit (mocovís), abipons, malbalas, nivaklés (o chulupís o chunupís), pilagás i xarrues.

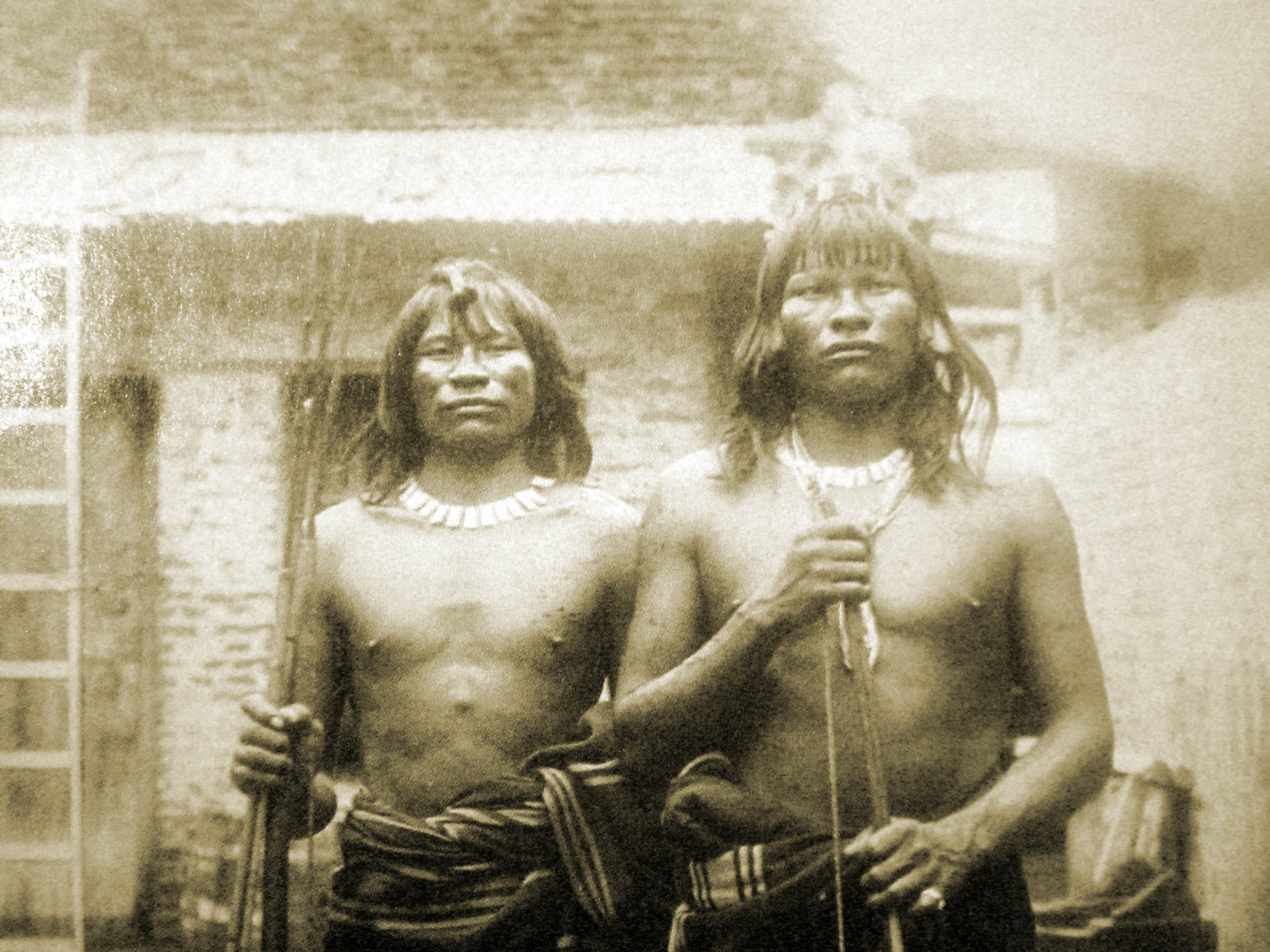
El cacic Pucurú, al Chaco (c. 1900)
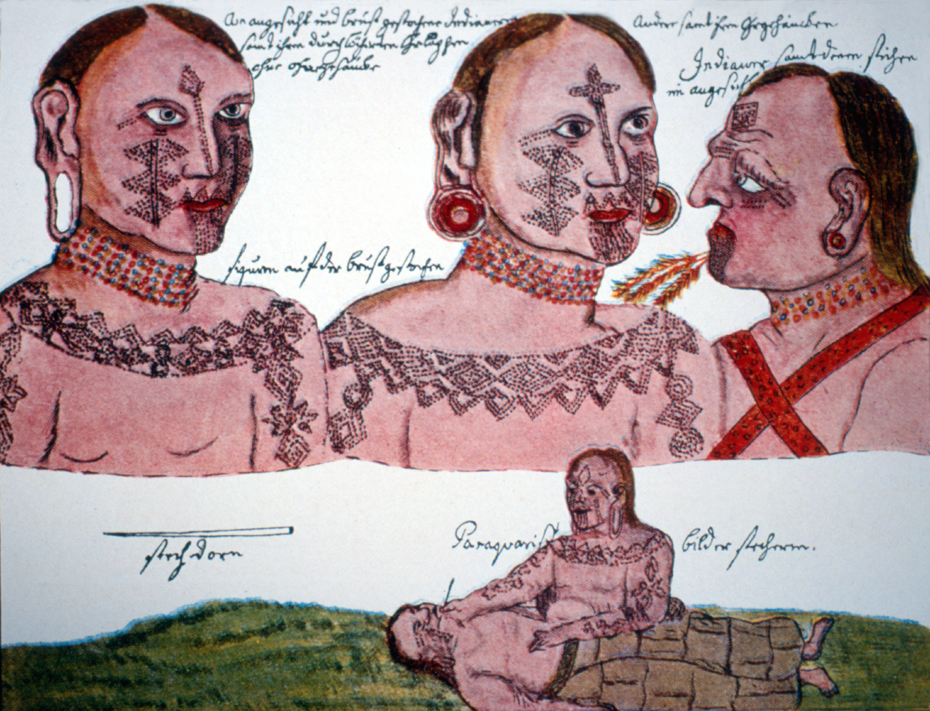
Representació d'abipons pintats (Martín Dobrizhoffer, segle xviii)
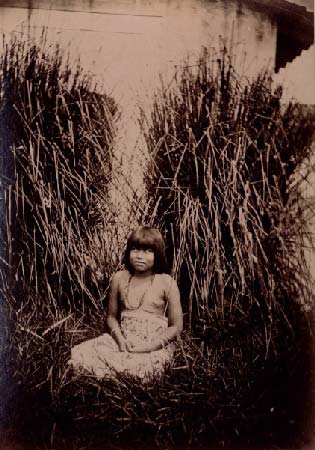
Indígena toba

Potser esdevinguts d'àndids, pàmpids i amazònids, es troben els wichís (als que els invasors inques van anomenar pejorativament «matacos»), vilelas, kaigangs, mocoretàs, timbús, chanás i querandís (aquests últims també pàmpids, encara que amb nom més conegut pel qual li van donar els guaranís).
Cap a fins del segle xv, la regió es va commoure per la invasió d'un poble amazònid que s'expandia causa de la seva intrínseca forta pressió demogràfica facilitada per la incipient i intensiva horticultura de la mandioca i el blat de moro. Aquesta ètnia era la dels guaranís.
Així com els quítxues van transculturar molt a les ètnies del nord-oest i els maputxes als del sud de la regió pampeana i el nord de la Patagònia, el mateix van fer els guaranís a tota la mesopotàmia argentina i gran part del nord-est argentí. Van aconseguir envair zones del Chaco Boreal sotmetent als (d'origen arauac), chanés i chorotes (els segons, autodenominats «yofuasha») entre altres nacions preexistents a la invasió dels guaranís i en ple Chaco Boreal, per mestissatge forçat després d'envair i esclavitzar els avá guaranís als chanés (de llinatge arauac) matant als homes i prenent per concubines a les dones chanés, van forjar l'ètnia dels chiriguanos (la paraula «chiriguano» és un insult amb el qual els quítxues i parlants de quítxua motejaven als guaranís; des del present segle els chiriguanos mestisos prefereixen anomenar-se «avá-guaraní», encara que tal nom no és exacte històricament ja que tots els guaranís «purs» s'anomenen avá o «home»).
Com altres pobles indígenes sedentaris, des de l'arribada dels espanyols al segle xvi, les zones de cultius amb malocas i bones comunicacions fluvials van ser fàcilment conquerides pels europeus i va ser ràpid el mestissatge, en canvi les zones agrícoles menys riques i més allunyades van poder resistir a la penetració europea fins a finals del segle xix. D'altra banda, en aquesta zona es va donar molt aviat una forta síncresi per causa de la intensa activitat missionera de jesuïtes i franciscans, els primers especialment entre els segles xvi i gairebé mitjan segle xviii.

### L'Oest, nord-oest i nord andí
La zona del nord va començar a ser habitada cap a l'any 7000 aC. Els diferents grups ètnics que van habitar la regió andina (sense comptar els Andes patagons) van ser els quitxés, aimares, calchaquís, diaguitas i huarpes; pel que fa als calchaquís són descendents d'una de les parcialitats dels diaguitas o paziocas.
Aquests pobles van ser dominats entre 1480-1533 per l'Imperi Inca dels invasors inques aliats amb els aimares procedents del Perú i de la conca del llac Titicaca, al sud del Perú i l'oest de Bolívia. La paraula «diaguita» va ser un malnom donat pels aimares ja que en l'idioma aimara thiakita significa «allunyat», «foraster». Si bé la durada de l'Imperi Inca va ser relativament breu, va deixar notoris influxos (principalment en la toponímia), ja que encara després de la conquesta espanyola a partir de 1535 el quítxua era la llengua vehicular de gran part de la regió andina. Com els altres habitants de la regió andina, tenien coneixements molt avançats de l'agricultura, la construcció de terrasses i el reg artificial. També criaven animals com la llama que els servien per comerciar amb altres grups indígenes.
Les poblacions originàries a l'Argentina han disminuït molt amb relació a la població en general. Això es deu a diferents causes interrelacionades, com les malalties, el mestissatge, les campanyes d'extermini (segles xviii i xix), la brusca interrupció de les seves cultures i la immigració considerable d'Europa. A les províncies de Jujuy, Salta i Tucumán es conserven els costums indígenes en celebracions, balls i menjars, amb una població significativa, que inclou els kollas, un grup ètnic en el qual s'han fos gran part dels atacames, omaguaques, calchaquíes i chiches i que ha rebut un fort influx quítxua. Quant als aimares i quítxues que actualment hi ha en aquesta zona, en la seva immensa majoria són immigrants recents (a partir de les últimes dècades del segle xx) procedents de diferents zones de Bolívia; els aimares procedeixen de la conca del llac Titicaca a l'oest de Bolívia i el sud de Perú mentre que els inques procedeixen de l'altiplà peruà encara que el seu nucli d'origen sigui la regió andina central del Perú.

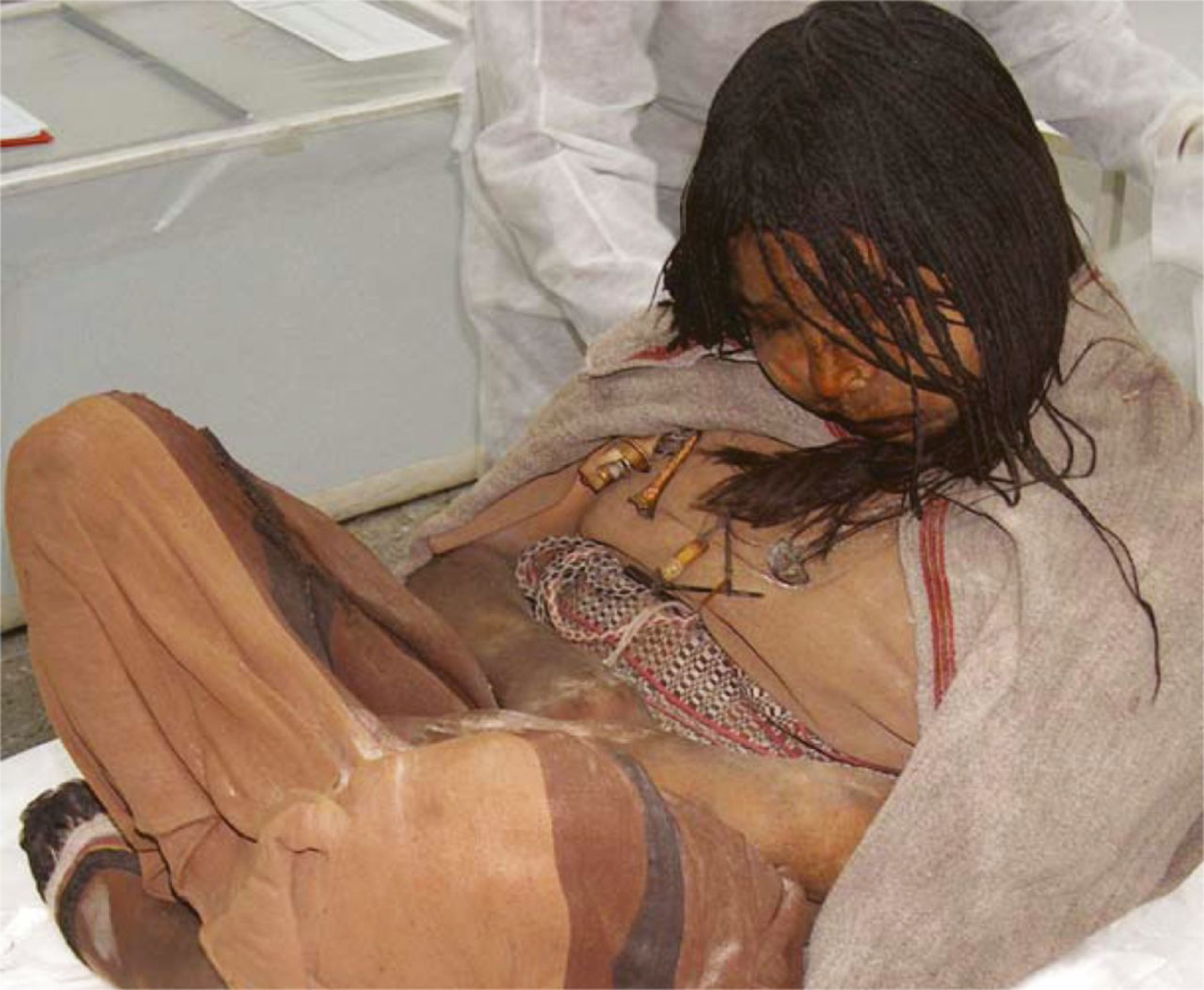
Mòmies de Llullaillaco. Sacrifici humà inca realitzat al cim del volcà Llullaillaco a 6739 msnm, a la província de Salta (Argentina)
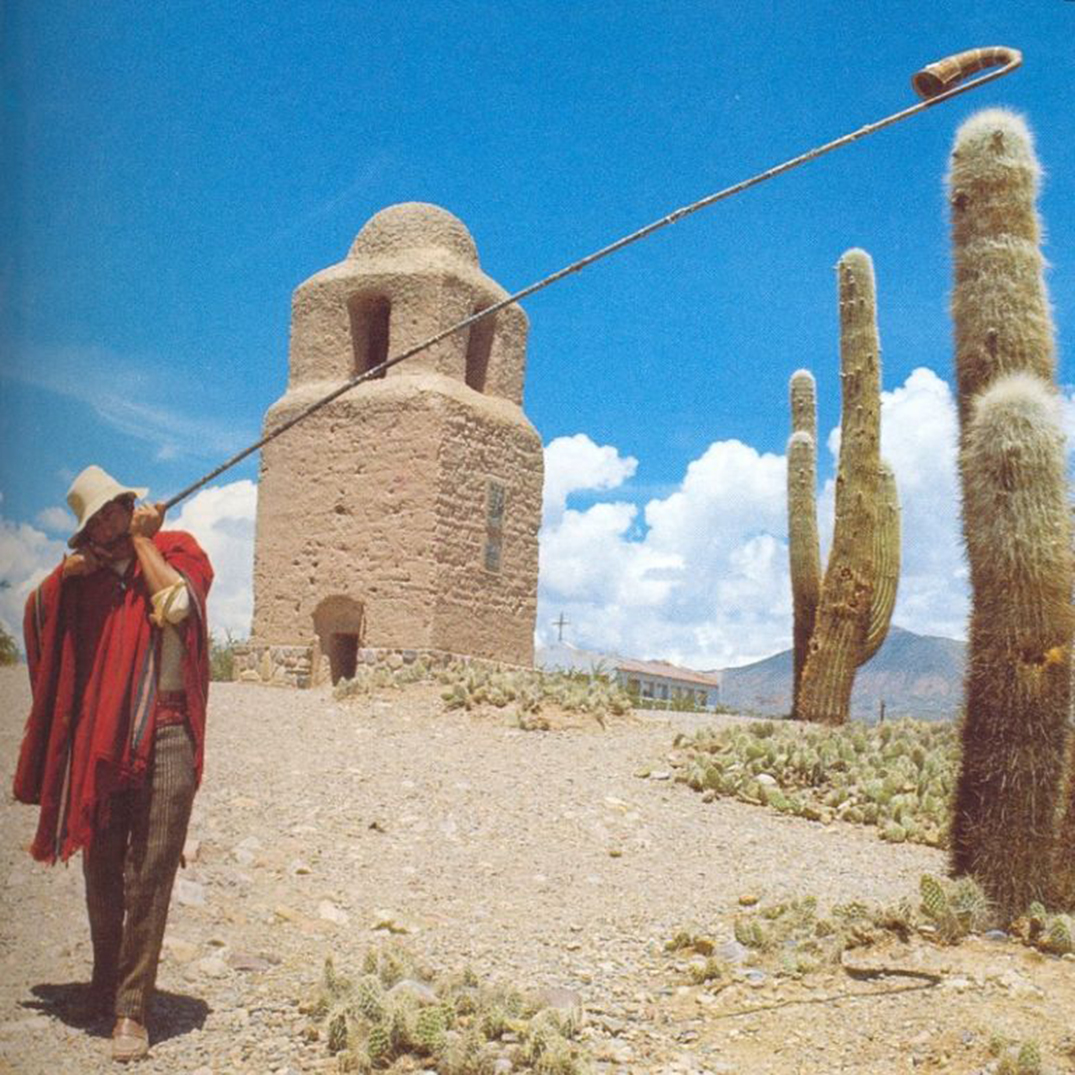
Un erke, instrument de vent utilitzat per originaris del nord-oest argentí (similar al corn alpí)
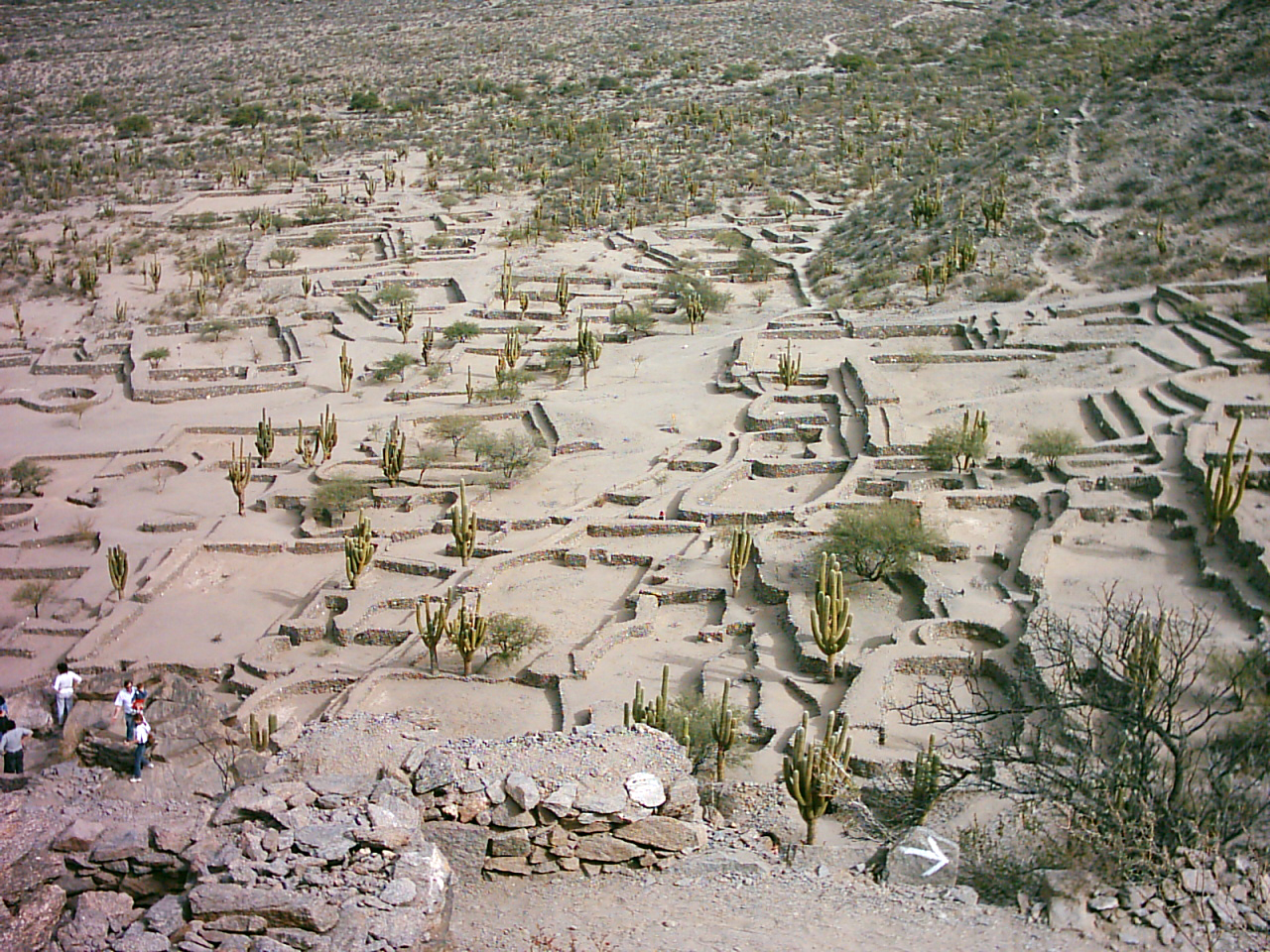
Ruïnes prehispàniques de Quilmes (Tucumán)

## Llengües indígenes de l'Argentina
Les llengües indígenes documentades de l'Argentina pertanyen a diferents famílies lingüístiques, entre elles:
| Llengües quítxues                                      | A l'Argentina estan representades pel quítxua sudbolivià i el quítxua santiagueny (la quítxua). |  |
| Llengües aimares                                       | A l'Argentina compta amb parlants d'aimara central. |  |
| Llengües guaranís                                      | S'estenien fonamentalment pel nord del país. Inclouen varietats del grup guaraní, com el tapiete, kaiwá, el mbyá i la nombroses variants de guaraní com el chiriguano, el taragüí ñe'ẽ, etc. |  |
| Llengües mataco-guaicurú                               | Es divideix en el grup mataco (que inclou el chulupí-nivaclé, el chorote, el maká i el wichí), i el grup guaicurú (que inclou el mocoví, el pilagá, el toba, a més de l'extint abipon (i possiblement la llengua dels comechingones)) |  |
| Llengües chon-puelche                                  | Inclou a més de les llengües chon pròpiament dites (tehueltxe, el teushen, el haush i el selknam) a llengües possiblement relacionades com el gününa yajüch (pueltxe) i la llengua dels querandís. |  |
| Llengües aïllades, no classificades i petites famílies | - Mapudungun, parlat també a Xile. - Llengües lule-vilela, que inclou al lule-tonocoté (†), i al vilela, amb una desena de parlants d'edat avançada. - Llengües huarpes, que inclou a l'allentiac (†) i al millcayac (†), extingides durant el segle xviii. - Cacán (calchaquí-diaguita) (†), parlat al nord-oest, fins a aproximadament mitjan segle xviii. - Kunza (atacameny) (†), parlat també al nord-oest, fins al segle xix. - Yagán (†), parlat en l'extrem sud-est de Terra del Foc, i extingit recentment. - Llengües xarruanes (†), totes extingides, mal documentades i de difícil classificació. |  |

Al moment de l'arribada europea al segle xvi s'estima que es parlaven unes 35 llengües en el que avui és el territori argentí. En el present, la situació de les llengües indígenes que subsisteixen a l'Argentina és la següent:
- Llengües parlades per adults, joves i nens: wichí (wichí lhamtés), toba (qomlaqtaq), ava guaraní, mbyá guaraní, chorote, pilagá i quítxua. Comunitats emigrants de països veïns parlen també aimara i guaraní (avañe'ẽ).
- Llengües amb discontinuïtat en la transmissió intergeneracional, parlades per adults majors de 40 anys: tapiete, nivaclé, mocoví (moqoit la'qaatqa) i maputxe (mapudungun, ben conservat a Xile).
- Llengües parlades només per pocs ancians: tehueltxhe (aonek'o ájen).
- Llengües parlades per població criolla: quítxua santiagueny i guaraní correntí (taragüí ñe'ẽ).
- Llengües en procés de recuperació o conservades com a llengües mortes: vilela, chaná, pueltxe (gününa yajüch), kunza, yagan i ona (selk'nam). D'altres llengües mortes només es conserven algunes poques paraules: abipón, huarpe, cacán, xarrúa, haush, etc.

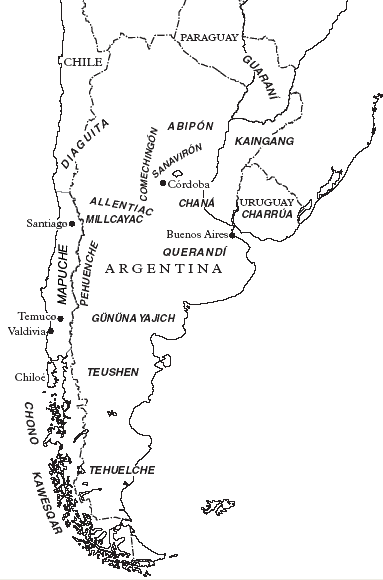
Distribució aproximada de les llengües indígenes en l'extrem meridional de Sud-amèrica en temps de la conquesta espanyola
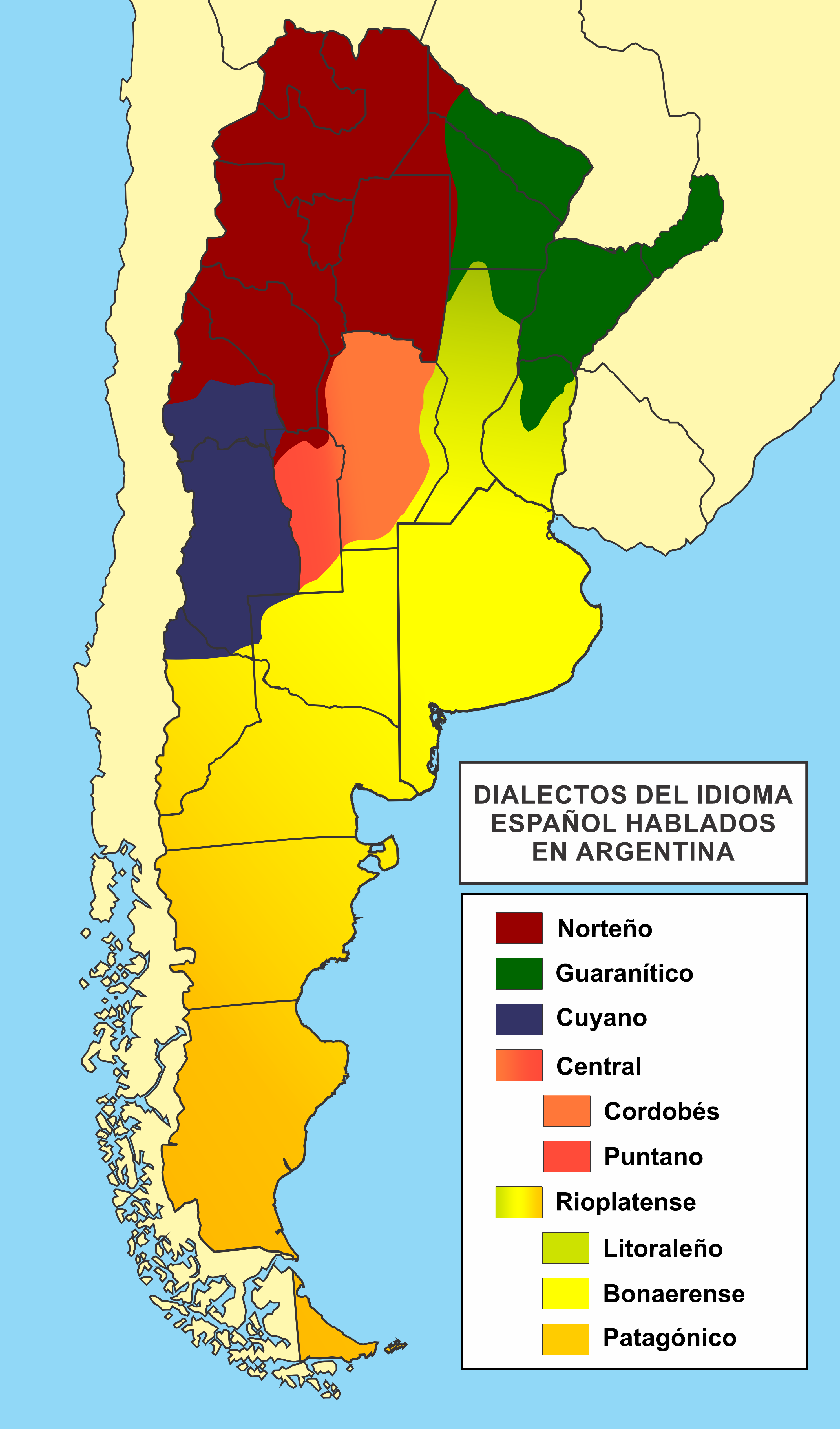
Dialectes del castellà parlats a l'Argentina, segons Berta Elena Vidal de Battini.

Algunes d'aquestes llengües compten amb varietats dialectals: wichí (wichí lhamtés güisnay, wichí lhamtés nocten i wichí lhamtés vejoz), ava guaraní (ava i chané), guaraní (guaraní paraguaià, chiripá, cainguá, i la llengua de fusió yopará), nivaclé (nivaclé de la selva i nivaclé del riu), chorote (chorote iyojwa'ja i chorote iyo'wujwa, considerats idiomes) i mapudungun (pehuenche, nguluche, huilliche i ranquenche), de vegades gairebé inintel·ligibles entre elles.

## Població indígena censada o estimada

### Antecedents censals
El 1980, l'INDEC (Institut Nacional d'Estadística i Censos) va publicar una estimació de la població indígena per regions de l'Argentina cap a 1550, completant una taula publicada el 1969 per Jorge Comadrán Ruiz:
| Regions                   | Població indígena estimada |
| ------------------------- | -------------------------- |
| Nord-oest                 | 195.000                    |
| Litoral i Mesopotamia     | 60.000                     |
| Chaco                     | 50.000                     |
| Serralades Centrals       | 30.000                     |
| Pampa                     | 30.000                     |
| Cuyo                      | 20.000                     |
| Patagònia i Terra del Foc | 18.000                     |
| Total                     | 403.000                    |

El 1778 es va realitzar en el Virregnat del Riu de la Plata el denominat Cens de Vértiz, en al·lusió al llavors virrei Juan José de Vértiz y Salcedo, qui va complir l'ordre del rei Carles III d'Espanya de realitzar censos anuals en les colònies espanyoles i va rebre els resultats el 27 de març de 1779. El cens no va incloure les vastes regions del Chaco, La Pampa i la Patagònia, ja que estaven habitades per grups indígenes no sotmesos al seu domini.
| Jurisdicció | Població total | Població indígena | % de població indígena | Mapa del Virregnat del Riu de la Plata, 1783 |
| --- | -------------- | ----------------- | ---------------------- | -------------------------------------------- |
| Buenos Aires (*) | (**) 37.130    | (***) 2.087       | 5,62                   |                                              |
| San Luis | 6.956          | 1.282             | 18,41                  |                                              |
| Mendoza | 8.765          | 1.359             | 15,60                  |                                              |
| Córdoba | 40.203         | 4.084             | 10,15                  |                                              |
| Catamarca | 13.315         | 2.817             | 21,15                  |                                              |
| Salta | 11.565         | 3.070             | 26,54                  |                                              |
| La Rioja | 9.723          | 5.200             | 53,48                  |                                              |
| San Juan | 7.690          | 1.527             | 19,85                  |                                              |
| Tucumán | 20.104         | 4.069             | 20,23                  |                                              |
| Santiago del Estero | 15.465         | 4.897             | 31,66                  |                                              |
| Jujuy | 13.619         | 11.181            | 82,09                  |                                              |
| Total | 186.526        | 41.573            | 22,28                  |                                              |
| (*) No inclou les dades de la vila de Luján, Entre Ríos, Corrientes, Santa Fe i Misiones, que no es coneixen. (**) 24.205 a la ciutat i 12.925 a les rodalies. (***) 544 a la ciutat i 1.543 a les rodalies. |                |                   |                        |                                              |

Els tres primers censos nacionals de població de l'Argentina van estimar la població indígena que es trobava fora de l'imperi de la civilització sense censar-la, tenint en compte dades dels comandants dels fortins de frontera respecte del «nombre de llances».
- Cens de 1869: 93.000 indígenes sobre una població total de 1.830.214 habitants (5,08%).
- Cens de 1895: 30.000 indígenes sobre una població total de 4.044.911 habitants (0,74%).
- Cens de 1914: 18.425 indígenes (com «població autòctona») sobre una població total de 7.903.662 habitants (0,23%).[26]

Els censos nacionals de població posteriors (1947, 1960, 1970, 1980 i 1991) no van discriminar a la població indígena (encara que sí la van incloure) fins al cens de 2001.
En 1920 es va realitzar el Cens de Territoris Nacionals (Misiones, Formosa, Chaco, Los Andes, La Pampa, Neuquén, Río Negro, Chubut, Santa Cruz, Terra del Foc, Antàrtida i Illes de l'Atlàntic Sud) pel qual van ser censats a Formosa 19.834 indígenes (anomenats «indis») i es va calcular a la resta del territori uns 25.000 «indis salvatges no censats». Es va estimar la població total dels territoris nacionals en 358.738 habitants.
El Cens Aborigen de Formosa de 1970 va comptar 8611 indígenes. El Primer Cens Aborigen Provincial de Salta de 1984 realitzat en els departaments de Rivadavia, San Martín, Oràn, Anta i Metán, va resultar en 17.785 indígenes, que corresponien a: 6167 chiriguanos, 585 chanés, 164 tapuy (tapietes), 9143 wichís, 915 chorotes, 166 chulupíes, 467 tobas i 178 d'altres. El Cens Indígena Provincial de Misiones de 1979 va comptar 1672 mbyá-guaranís, mentre que el Cens Provincial Aborigen de la Província del Chaco de 1985 va censar 24.528 indígenes (3143 wichís).

### ElCens Indígena Nacionalde 1966-1968
El Cens Indígena Nacional de 1966-1968 va ser el primer en què es va intentar quantificar la població indígena de l'Argentina, intentant alhora ubicar-la geogràficament. Els pobles indígenes que es van considerar en les cèdules censals van ser:
- Regió central: tobas, pilagás, mocovís, matacos, chulupís, chorotis i chiriguanos.
- Regió nord-est: guaranís i cainguas.
- Regió nord-oest: aimares i quítxues.
- Regió central sud: tehueltxes, araucans, quenaken, yamans i onas.

El cens només va comptabilitzar als indígenes que vivien en comunitats rurals. El cens no va poder ser conclòs i es van censar 75.675 indígenes que vivien en 13.738 llars de 525 agrupacions. La resta no censada va ser estimat en 89.706 persones, de manera que el resultat total va ser de 165.381 indígenes a tot el país.
Els resultats desagregats per regió censal van ser:
- Regió central nord (províncies del Chaco, Formosa, nord de Santa Fe, sector oriental de Salta i zona del Ramal de Jujuy): es van censar 46.770 persones que vivien en 8219 llars de 283 agrupacions (11 en el departament de Matacos de Formosa i 1 al departament d'Orán a Salta).
- Regió nord-est (província de Misiones): es van censar 512 persones que vivien en 99 llars de 18 agrupacions. Els no censats de les regions central nord i nord-oest van ser estimats en 3418, donant un total de 50.700 persones per a sengles regions.
- Regió nord-oest (resta de la província de Jujuy, sector central i occidental de Salta i nord de Catamarca): es van censar 1012 persones que vivien en 200 llars de 12 agrupacions. Els no censats van ser estimats en 79.988, donant un total de 81.000 persones.
- Regió central sud (províncies de Buenos Aires, La Pampa, Río Negro, Neuquén, Chubut, Santa Cruzu i Territori Nacional de la Terra del Foc): es van censar 27.381 persones que vivien en 5220 llars de 212 agrupacions. Els no censats van ser estimats en estimats en 6.300, donant un total de 33.681 persones

La resta del país no va ser no censat. La població total del país va ser estimada llavors a 22.800.000 habitants.
| Grup ètnic                      | Censats    |
| ------------------------------- | ---------- |
| Collas                          | 1.012      |
| Chanés                          | 847        |
| Chiriguanos                     | 13.689     |
| Chorotes                        | 719        |
| Chulupís                        | 562        |
| Maputxes                        | 27.214     |
| Matacos                         | 10.022     |
| Mbyá                            | 560        |
| Mocovíes                        | 2.876      |
| Pilagás                         | 1.137      |
| Tehueltxes (mestissos)          | 167        |
| Tobas                           | 17.062     |
| Total                           | 75.867 (*) |
| (*) 0,33% de la població total. |            |

### L'Enquesta Complementària de Pobles Indígenesde 2004-2005
El Cens Nacional de Població, Llars i Habitatges de 2001 es va dur a terme els dies 17 i 18 de novembre de 2001 i va incorporar la temàtica dels pobles indígenes. La cèdula censal va incorporar una pregunta destinada a detectar llars amb almenys una persona que es reconegui pertanyent i / o descendent d'un poble indígena: Existeix en aquesta llar alguna persona que es reconegui descendent o pertanyent a un poble indígena? Si la resposta era afirmativa es preguntava A quin poble? i es llistaven les següents opcions corresponents als pobles indígenes de les comunitats que posseïen personalitat jurídica nacional el 1998: chané, chorote, chulupí, diaguita calchaquí, huarpe, kolla, maputxe, mbyá, mocoví, ona, pilagá, rankulche, tapiete, tehuelche, toba, tupí guaraní i wichí, a més de les categories altre poble indígena i poble ignorat. Segons els resultats, un 2,8.% de les llars argentines tenia almenys un integrant que es va reconèixer pertanyent a un poble indígena.
L'empadronament indígena obtingut a partir de les dades censals es va utilitzar per extreure mostres representatives de llars a tornar per a ser visitades a l'Enquesta Complementària de Pobles Indígenes (ECPI) que es va dur a terme en els anys 2004 i 2005. Aquestes mostres van estar conformades per al voltant de 57.000 llars de totes les províncies del país. Als 17 pobles llistats en el qüestionari censal es van agregar estimacions per als pobles ava guaraní, xarrua i comechingón.
D'acord als resultats de l'ECPI, 600.329 persones es reconeixen pertanyents i / o descendents en primera generació de pobles indígenes. El total del quadre següent supera en 0,6% a aquesta xifra a causa que la població que no es reconeix pertanyent a cap poble específicament i té ascendència indígena mixta està contada en un i altre poble indígena simultàniament.
| Poble indígena | Població indígena per poble de pertinença | Població que parla i / o entén llengües indígenes | Població que resideix en una comunitat indígena |
| --- | ----------------------------------------- | ------------------------------------------------- | ----------------------------------------------- |
| Atacameny | 3.044                                     |                                                   |                                                 |
| Avá guaraní (*) | 21.807                                    | 8.943                                             | 10.806                                          |
| Aimara | 4.104                                     |                                                   |                                                 |
| Chané | 4.376                                     | 1.974                                             | 2.016                                           |
| Chorote | 2.613                                     | 1.711                                             | 2.028                                           |
| Chulupí | 553                                       | 266                                               | 392                                             |
| Comechingón | 10.863                                    |                                                   |                                                 |
| Diaguita/ diaguita calchaquí | 31.753                                    | 1.686                                             | 8.180                                           |
| Guaraní (*) | 22.059                                    | 8.178                                             | 1.301                                           |
| Huarpe | 14.633                                    | 8.987                                             | 2.620                                           |
| Kolla (**) | 70.505                                    | 8.987                                             | 33.629                                          |
| Lule | 854                                       |                                                   |                                                 |
| Maputxe | 113.680                                   | 17.897                                            | 13.430                                          |
| Mbyá guaraní | 8.223                                     | 3.908                                             | 4.322                                           |
| Mocoví | 15.837                                    | 3.752                                             | 6.619                                           |
| Omaguaca | 1.553                                     |                                                   |                                                 |
| Ona | 696                                       |                                                   |                                                 |
| Pampa | 1.585                                     |                                                   |                                                 |
| Pilagá | 4.465                                     | 3.512                                             | 3.867                                           |
| Quítxua | 6.739                                     |                                                   |                                                 |
| Querandí | 736                                       |                                                   |                                                 |
| Ranquel | 10.149                                    | 446                                               |                                                 |
| Sanaviron | 563                                       |                                                   |                                                 |
| Tapieté | 524                                       | 282                                               | 478                                             |
| Tehueltxe | 10.590                                    | 961                                               |                                                 |
| Toba | 69.452                                    | 34.949                                            | 42.870                                          |
| Tonocoté | 4.779                                     |                                                   |                                                 |
| Tupí guaraní (*) | 16.365                                    | 5.514                                             | 6.060                                           |
| Wichí | 40.036                                    | 29.066                                            | 34.561                                          |
| Xarrues | 4.511                                     |                                                   |                                                 |
| Altres pobles declarats (***) | 3.864                                     |                                                   |                                                 |
| Poble no especificat (****) | 92.876                                    |                                                   |                                                 |
| Sense resposta | 9.371                                     |                                                   |                                                 |
| (*) Ava guaraní i tupí guaraní correspon a un mateix poble (també anomenat chiriguano) les comunitats de les quals s'identifiquen amb noms diferents. En el cas de l'ava guaraní també inclou a la província de Misiones als avá guaranís del Paraguai o chiripás. L'ítem guaraní comprèn a chiriguanos, guaranís en general i als descendents dels guaranís de les missions jesuïtes. (**) La denominació kolla inclou a pobles i individus que posteriorment a l'enquesta es van diferenciar, com ara els pobles tastil, toara, tilián, chicha, ocloya i fiscara o tilcara. (***) Inclou, entre d'altres, els casos registrats amb les següents denominacions: abaucán, abipón, ansilta, chaná, inca, maimará, minuán, ocloya, olongasta, pituil, pular, shagan, tapi, tilcara, tilián i vilela. No es brinden dades per separat per a cada denominació pel fet que l'escassa quantitat de casos mostrals no permet donar una estimació de cada total amb la suficient precisió. (****) Inclou els casos en què la resposta relativa al poble indígena de pertinença i / o ascendència en primera generació va ser «ignorat» o «un altre poble indígena». |                                           |                                                   |                                                 |

### ElCens Nacional de Població, Llars i Habitatgesde 2010
El Cens Nacional de Població, Llars i Habitatges de 2010 es va realitzar el 27 d'octubre de 2010 i la cèdula censal va incorporar la pregunta Alguna persona d'aquesta llar és indígena o descendent de pobles indígenes (originaris o aborígens)?. Les respostes possibles eren «sí», «no» i «ignorat». Si la resposta era afirmativa se sol·licitava que es indiqués el nombre de persones i a quin poble indígena pertanyien. A diferència del cens de 2001 no es va incloure un llistat de pobles.
Els resultats per poble indígena es presenten en la següent taula (població total del país: 39.671.131 habitants):
| Poble indígena | Població total | Homes   | Dones   |
| --- | -------------- | ------- | ------- |
| Maputxe | 205.009        | 103.253 | 101.756 |
| Toba | 126.967        | 63.772  | 63.195  |
| Guaraní | 105.907        | 53.788  | 52.119  |
| Diaguita | 67.410         | 34.295  | 33.115  |
| Kolla | 65.066         | 32.553  | 32.513  |
| Quítxua | 55.493         | 27.849  | 27.644  |
| Wichí | 50.419         | 25.513  | 24.906  |
| Comechingón | 34.546         | 17.077  | 17.469  |
| Huarpe | 34.279         | 17.098  | 17.181  |
| Tehueltxe | 27.813         | 13.948  | 13.865  |
| Mocoví | 22.439         | 11.498  | 10.941  |
| Pampa | 22.020         | 10.596  | 11.424  |
| Aimara | 20.822         | 10.540  | 10.282  |
| Ava guaraní | 17.899         | 9.438   | 8.461   |
| Ranquel | 14.860         | 7.411   | 7.449   |
| Xarrúa | 14.649         | 7.192   | 7.457   |
| Atacama | 13.936         | 7.095   | 6.841   |
| Mbyá guaraní | 7.379          | 3.872   | 3.507   |
| Omaguaca | 6.873          | 3.551   | 3.322   |
| Pilagá | 5.137          | 2.623   | 2.514   |
| Tonocoté | 4.853          | 2.437   | 2.416   |
| Lule | 3.721          | 1.918   | 1.803   |
| Tupí guaraní | 3.715          | 1.872   | 1.843   |
| Querandí | 3.658          | 1.776   | 1.882   |
| Chané | 3.034          | 1.559   | 1.475   |
| Sanaviró | 2.871          | 1.399   | 1.472   |
| Ona | 2.761          | 1.383   | 1.378   |
| Chorote | 2.270          | 1.177   | 1.093   |
| Maimará (*) | 1.899          | 876     | 1.023   |
| Chulupí | 1.100          | 537     | 563     |
| Vilela | 519            | 279     | 240     |
| Tapieté | 407            | 217     | 189     |
| Altres | 5.301          | 2.681   | 2.620   |
| Total | 955.032 (**)   | 481.074 | 473.958 |
| (*) Els maimarás, maymaras o maimaras són els habitants de la localitat de Maimará pertanyents al poble kolla. (**) 2,40% de la població total. |                |         |         |

Els resultats per província i la Ciutat de Buenos Aires van ser els següents:
| Provincia / CABA | Població indígena | Mapa de les províncies de l'Argentina |
| --- | ----------------- | ------------------------------------- |
| Ciudad Autónoma de Buenos Aires | 61.876            |                                       |
| Buenos Aires (*) | 299.311           |                                       |
| Catamarca | 6.927             |                                       |
| Chaco | 41.304            |                                       |
| Chubut | 43.279            |                                       |
| Córdoba | 51.142            |                                       |
| Corrientes | 5.129             |                                       |
| Entre Ríos | 13.153            |                                       |
| Formosa | 32.216            |                                       |
| Jujuy | 52.545            |                                       |
| La Pampa | 14.086            |                                       |
| La Rioja | 3.935             |                                       |
| Mendoza | 41.026            |                                       |
| Misiones | 13.006            |                                       |
| Neuquén | 43.357            |                                       |
| Río Negro | 45.375            |                                       |
| Salta | 79.204            |                                       |
| San Juan | 7.962             |                                       |
| San Luis | 7.994             |                                       |
| Santa Cruz | 9.552             |                                       |
| Santa Fe | 48.265            |                                       |
| Santiago del Estero | 11.508            |                                       |
| Terra del Foc, Antàrtida i illes de l'Atlàntic Sud                                                                                   | 3.563             |                                       |
| Tucumán | 19.317            |                                       |
| Total | 955.032 (**)      |                                       |
| (*) 186.640 persones dels 24 partits del Gran Buenos Aires i 112.671 de l'interior de la província. (**) 2,40% de la població total. |                   |                                       |

## L'indigenisme en els seglesxxixxi

### L'indigenisme
En la dècada del 1960 va prendre força a tota Amèrica Llatina el moviment indigenista, tenint com a objectiu prioritari incorporar a la vida nacional dels seus països, grans nuclis de població indígena que havien romàs al marge dels avenços de la vida moderna. La nova etapa oberta a l'Argentina amb el govern de Juan Domingo Perón el 1946, va tenir el seu correlat en un simbòlic «malón de la pau» kolla, pel fet que alguns dels seus participants imposarien, amb el pas dels anys, una nova perspectiva en les lluites reivindicatives indígenes i les seves formes d'organització.
Eulogio Frites, integrant de l'ètnia kolla que havia pelegrinat fins a Buenos Aires el 1946 al costat del seu pare, seria designat president del Centre Indígena, creat el 1968. El 1970-1971 es convertiria en la Comissió Coordinadora d'Instituts Indígenes (CIIRA), la qual aspirava a constituir un congrés deliberatiu i revitalitzar la consciència ètnica dels aborígens de l'Argentina, aixecant banderes per l'autogestió i contra les pràctiques que consideraven genocidi i etnocidi. Aquestes posicions més combatives s'havien afirmat el 1969 en els congressos indigenistes de Tartagal i Zapala. Des de llavors es van delinear clarament dos vessants, la combativa i la burocràtica.
A Neuquén, des del 1964, s'havien creat condicions per a la consolidació de les comunitats maputxes, algunes de les quals van ser oficialment reconegudes com a propietàries de terres en reserva, sorgint una capa de dirigents indígenes vinculats als organismes provincials. El 1970 es va constituir la Confederació Indígena Neuquina, amb suport del govern provincial, terratinents i forces armades. Es va desplaçar als dirigents més combatius i la conducció va quedar en mans d'una burocràcia local que recolzava el govern de Felipe Sapag.
Com a reacció, es va organitzar el 1972 el Primer Parlament Indígena Nacional, en el qual contrariant el control governamental es van aprofitar les condicions existents per al desenvolupament d'una tendència combativa vinculada a la CIIRA. Malgrat el obert boicot d'alguns governs provincials i els delegats neuquins oficialistes, els combatius van provocar un tomb en les resolucions.
Sobre les terres, van demanar prioritat per l'indígena en els règims de colonització, l'ampliació de les reserves existents i suport creditici per als indígenes. La pressió dels combatius va conduir al fet que en les conclusions de la comissió de terres, es va remarcar la urgència per obtenir títols de propietat comunals legalitzats que evités l'expropiació o el desallotjament per part dels terratinents, els governs provincials o nacional. Es va fer èmfasi en la necessitat d'una educació bilingüe, la construcció d'habitatges, la creació d'hospitals en zones marginals, i l'exigència de participació indígena en els organismes oficials afectats a zones aborígens.
Paral·lelament, cap a finals del 1969 s'havia iniciat en la població makacana de Nueva Pompeya (Chaco), una experiència cooperativa orientada cap a l'explotació forestal, que en generar una atmosfera de mobilització va desembocar en la concreció del Congrés Regional de Cabañaro (1973), on la reclamació de terres assumiria novament el paper protagonista. Es van reunir representants de comunitats tobas i makás de Chaco i tobas de Formosa, posant-se la pedra fonamental de la Federació Indígena del Chaco, a l'unir-se'ls la comunitat mocoví.
Igualment, es va fundar a finals del 1973 la Federació Indígena de Tucumán, amb l'auspici de la CIIRA, que ràpidament va trobar suport en els treballadors rurals de les valls calchaquies. Aquesta entitat va desplegar durant 1974 un seguit de mobilitzacions en demanda de la recuperació de les terres comunals, enfrontant obertament a les autoritats provincials, que van desencadenar una violenta repressió policial.
A Buenos Aires, el Servei Nacional d'Assumptes Indígenes, dependent del Ministeri de Benestar Social, es trobava en mans del sector més dretà del govern peronista. Els reiterats intents de part d'aquest sector de manipulació de la CIIRA, va conduir a la concreció del Segon Congrés Indígena Nacional. Com el congrés estava controlat per la dreta, va ser boicotejat per la majoria de dirigents indígenes de les comunitats presents, a impulsos dels membres de la CIIRA.
La CIIRA es va autodissoldre, constituint-se en el seu reemplaçament la Federació Indígena de la Capital Federal i el Gran Buenos Aires, amb el suport d'indígenes de les viles misèries de la capital, de federacions de l'interior i de sectors estudiantils i professionals de la Universitat de Buenos Aires. Un dels seus objectius era conformar una Confederació Indígena Nacional, que expressés els interessos de les ètnies de tot el país i pogués influir en l'elaboració d'una política indigenista nacional.
Cap a finals del 1974, les contradiccions internes del govern de María Estela Martínez de Perón van crear condicions per a un increment de la repressió a les organitzacions populars. Els dirigents indígenes més combatius van ser perseguits i empresonats, mentre es dissolien les seves organitzacions. El 1975 es va produir un replegament general del moviment indígena nacional, que va afectar fins i tot les experiències cooperatives comunals. Es van iniciar desallotjaments il·legals de comunitats i la despulla fraudulenta de les seves terres.
Sota el Procés de Reorganització Nacional de 1976, sent possibles únicament les reivindicacions culturalistes, va sorgir l'Associació Indígena de la República Argentina (AIRA). Subratllant el seu caràcter apolític, va acusar partits i grups polítics hegemònics de manipular al moviment indígena amb concepcions hispanistes i econòmiques. Els seus objectius eren: 
- respecte per la persona i personalitat cultural indígena;
- terra a l'indígena;
- personalitat jurídica per a les comunitats; i
- lliure ocupació per als indígenes.

L'AIRA va ser organitzada des dels seus començaments per l'ètnia kolla.
El 1986 guanyaria la direcció de l'AIRA una fracció encapçalada per Rogelio Guanuco, autodefinida com diaguita-calchaquí per diferenciar-se ètnicament, que anteriorment havia integrat el Moviment Indi Nacional Justicialista (MINJU).
Guanuco va manifestar el 1989 que, a diferència de la fracció anterior, no són sectaris, rebent a l'AIRA a tots els indígenes que necessitessin ajuda o volguessin col·laborar. Plantejava com a base de la seva gestió als indígenes de l'interior, perquè els que habiten a la Capital Federal estan integrats a la cultura dominant.
Per la seva banda, Fausto Durán, secretari general del Moviment Indi Peronista (MIPRA), va manifestar el 1989, que l'AIRA ja no servia com a organisme perquè no era representantiva, només era un segell, encara que contradictòriament reivindicava la seva trajectòria principal de lluita. El major error de l'AIRA seria el seu paper d'organisme multipartidari que se li imprimia, massa ampli i poc representatiu.

### La preservació i recuperació de la memòria indígena
A través de la història, s'ha denunciat reiteradament la marginació, discriminació i invisibilització de les cultures indígenes. Malgrat això persisteixen moltes dels seus costums i valors, han sobreviscut diverses de les seves llengües, i hi ha un moviment social creixent dedicat a preservar i recuperar la memòria indígena.
Una probable mostra d'aquesta actitud d'invisibilització de part de l'Estat argentí davant els indígenes i altres grups ètnics, es pot trobar al lloc web de l'oficina de turisme pertanyent al govern, on s'anunciava el 2006, que la població indígena era la meitat de la donada per l'organisme oficial d'estadístiques i censos de la Nació Argentina (INDEC), que havia realitzat oficialment una enquesta indígena complementària del Cens de 2001:
| « | El 95% dels argentins són de raça blanca, descendents principalment d'italians i espanyols. Amb l'arribada de la massiva immigració europea, el mestís (encreuament entre blanc i indi) es va anar diluint a poc a poc, i avui només suposa el 4,5% de la població racial argentina. La població indígena pura (maputxes, colles, tobas, matacos i chiriguanos) representa el 0,5% dels habitants. | » |

Aquesta actitud d'una invisibilització dels components culturals indígenes mitjançant la desvalorització de la seva porció en el total dels argentins, la qual era habitual en el passat, ha estat desacreditada per estudis de l'any 2005, que indiquen que la població mestissa a l'Argentina (amb almenys un avantpassat amerindi) rondaria el 21% dels argentins, mentre que un altre estudi de l'any 2011 assenyala que, de la població argentina, el component conformat per gens amerindis és de l'ordre del 30%. Aquests estudis es van presentar en un marc d'una gradual revaloració del component cultural indígena del país, igual que el suport a la restitució dels seus drets.

### L'organització

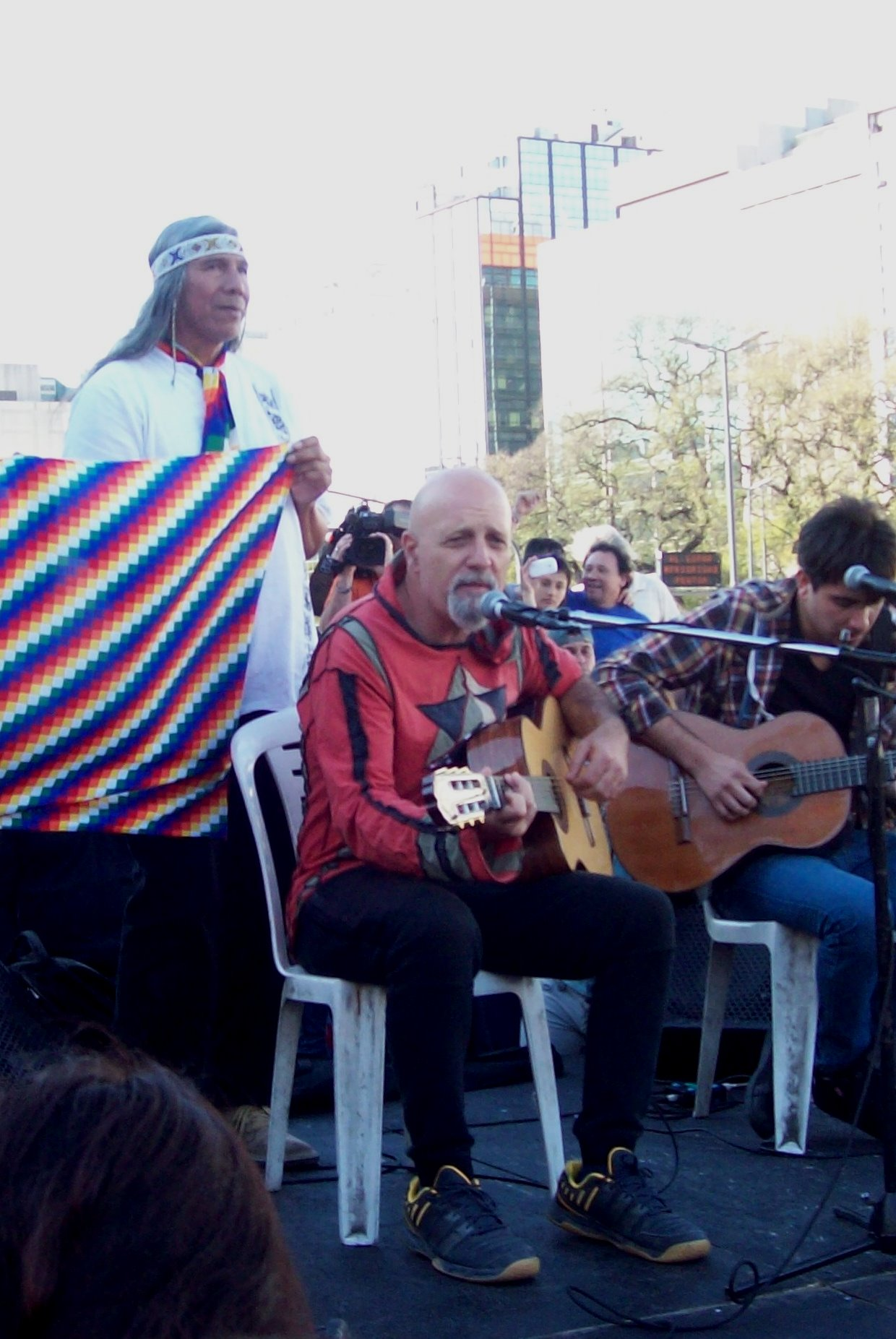
Felix Díaz al costat del músic Gustavo Cordera en un concert que va brindar aquest últim per Qopiwini el 1r de setembre de 2015

Davant la manca de respostes per part del govern de Formosa, Felix Díaz va decidir tornar a acampar a la ciutat de Buenos Aires, i igual que el 2010, es va instal·lar a la intersecció de l'Avinguda 9 de Julio i Avinguda de Mayo. Després de cinc mesos d'acampada, es va realitzar una taula de diàleg que va tenir poc efecte. La Gendarmería Nacional Argentina va acabar per desallotjar-lo d'allà. Díaz va afirmar que en quatre anys no es van complir cap dels acords de la taula de diàleg.
Al 2014 es van realitzar reunions a Las Lomitas (30 i 31 de maig), Bartolomé de las Casas (18 i 19 de juliol), a Laguna Yema el 14 i 15 de novembre i al barri Nanqom a Formosa capital el 5 i 6 de desembre. Diverses comunitats van participar, entre elles: comunitat pilagá El Perdido, La Línea, i El Simbolar, comunitat wichi de l'Illa Colón i San Martín, comunitat qom de Bartolomé de Las Casas, comunitat qom Potae Napocna Navogoh, comunitat pilagá Rincón Bomba, Oñaidee, i Laq Fasanyie, comunitat nivacle Río Muerto, comunitat wichí Pozo del Mortero, comunitat qom Misión Laishi i Nanqom, comunitat wichi de Tres Pozos Bazan, comunitat qom Misión Tacaglé, comunitat wichi Laguna Yema, Rafael Justo, federació pilagá, comunitat wichi El Potrillo, i comunitat wichi Las Bolivianas.
Entre el 23 i 24 de gener de 2015 va realitzar a la comunitat wichí Colorado, a la província de Formosa, una trobada on es va fundar l'Organització dels pobles indígenes Qopiwini Lafwetes. Després de diverses assemblees i d'ardus debats es va aconseguir concretar la unitat de tots els pobles de la província de Formosa.

### La representació en els mitjans de comunicació
Els indígenes tenen una baixa representació en els mitjans de comunicació. Les telenovel·les, publicitats i pel·lícules llatinoamericanes, estan acusats d'ocultar als descendents d'indígenes o «negres» per fer semblar a les seves poblacions com compostes gairebé enterament per «blancs». Els actors indígenes generalment han de seguir els estereotips, en general en funcions subordinades i submises, com conductors, funcionaris, escortes, treballadors domèstics, i els pobres en general.

## Normativa internacional

### Conveni sobre pobles indígenes i tribals en països independents
El 27 de juny de 1989 va ser adoptat per l'Organització Internacional del Treball el Conveni internacional 169 sobre Pobles indígenes i tribals en països independents. Aquest conveni internacional va entrar en vigor el 5 de setembre de 1991 i va ser ratificat per l'Argentina mitjançant la Llei 24071, sancionada el 4 de març de 1992 i promulgada el 7 d'abril d'aquest any.
El conveni s'aplica:
| « | als pobles en països independents, considerats indígenes pel fet de descendir de poblacions que habitaven al país o en una regió geogràfica a la qual pertany el país en l'època de la conquesta o la colonització o de l'establiment de les actuals fronteres estatals i que, qualsevol que sigui la seva situació jurídica, conserven totes les seves pròpies institucions socials, econòmiques, culturals i polítiques, o part d'elles. | » |

Entre les obligacions assumides per l'Estat argentí en ratificar el conveni es troba la de consultar-los les mesures legislatives i administratives susceptibles d'afectar directament als pobles indígenes.

### Declaració de les Nacions Unides sobre els drets dels pobles indígenes

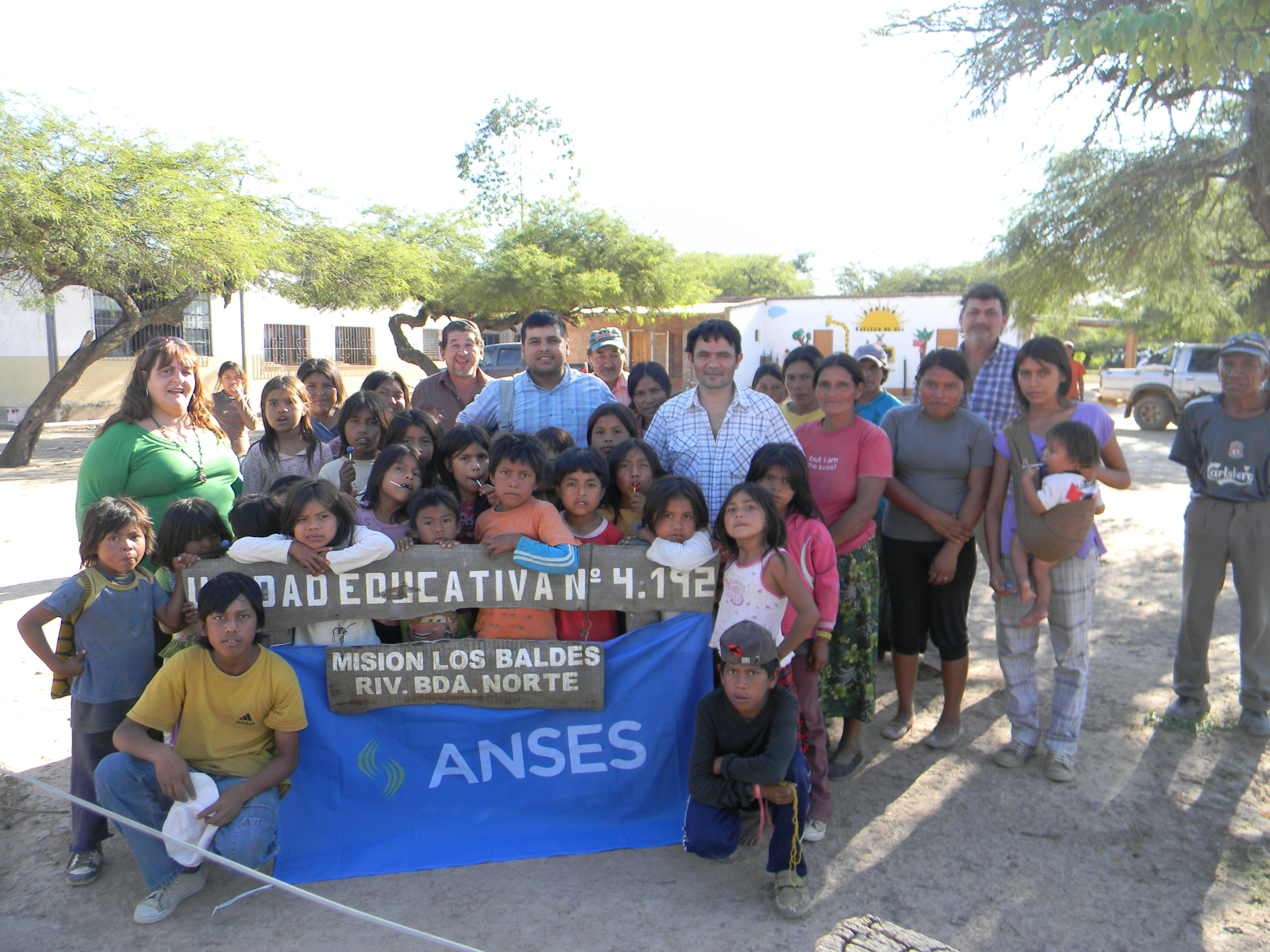
Celebració del Dia internacional de les Poblacions Indígenes, 2012

La Resolució 61/295 va ser aprovada per la Assemblea General de les Nacions Unides el 13 de setembre de 2007 i va disposar entre altres drets:
| « | Article 2 - Els pobles i els individus indígenes són lliures i iguals a tots els altres pobles i persones, i tenen dret a no ser objecte de cap tipus de discriminació en l'exercici dels seus drets, en particular la fundada el seu origen o identitat indígenes. Article 5 - Els pobles indígenes tenen dret a conservar i reforçar les seves pròpies institucions polítiques, jurídiques, econòmiques, socials i culturals, mantenint alhora el seu dret a participar plenament, si ho desitgen, en la vida política, econòmica, social i cultural de l'Estat. | » |

### Declaració americana sobre els drets dels pobles indígenes
La Resolució AG/RES. 2888 (XLVI-O/16) va ser aprovada per l'Assemblea General de l'Organització dels Estats Americans el 14 de juny de 2016 i va disposar entre altres drets:
| « | Article 1.2 - La autoidentificació com a pobles indígenes serà un criteri fonamental per determinar els que s'aplica la present Declaració. Els Estats han de respectar el dret a aquesta autoidentificació com a indígena en forma individual o col·lectiva, d'acord amb les pràctiques i institucions pròpies de cada poble indígena. | » |

## Reconeixement constitucional

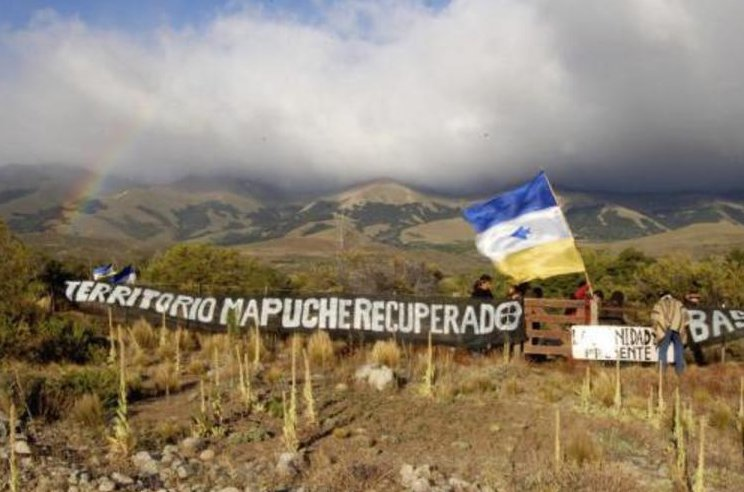
Lof maputxe ocupant a Chubut (Argentina) terres de propietat de Benetton, reclamades com ancestrals sota l'empara de la Constitució argentina (art. 75.17)

La Constitució argentina de 1853 establia en l'article 67.15 que corresponia al Congrés Nacional:
| « | Proveir la seguretat de les fronteres; conservar el tracte pacífic amb els indis, i promoure la conversió d'ells al catolicisme. | » |

Aquest incís va mantenir la seva vigència fins a la reforma constitucional de 1994 quan va ser substituït per l'article 75.17 que estableix que correspon al Congrés Nacional:
| «                                          | Reconèixer la preexistència ètnica i cultural dels pobles indígenes argentins. Garantir el respecte a la seva identitat i el dret a una educació bilingüe i intercultural; reconèixer la personalitat jurídica de les seves comunitats, i la possessió i propietat comunitàries de les terres que tradicionalment ocupen; i regular el lliurament d'altres aptes i suficients per al desenvolupament humà; cap d'elles serà alienable, transmissible, ni susceptible de gravàmens o embargaments. Assegurar la seva participació en la gestió referida als seus recursos naturals i als altres interessos que els afecten. Les províncies poden exercir concurrentment aquestes atribucions. | » |
| — Constitució de la Nació Argentina (1994) | |   |

Les constitucions provincials van incloure clàusules respecte dels drets indígenes, algunes de les quals abans que ho fes la constitució nacional:
| Constitució provincial      | Any  | Article | Contingut | Ref.   |
| --------------------------- | ---- | ------- | --- | ------ |
| Constitució de Jujuy        | 1986 | 50      | La Província haurà de protegir als aborígens per mitjà d'una legislació adequada que condueixi a la seva integració i progrés econòmic i social. | [ 50 ] |
| Constitució de Río Negro    | 1988 | 42      | L'Estat reconeix l'indígena rionegrí com a signe testimonial i de continuïtat de la cultura aborigen preexistent, contributiva de la identitat i idiosincràsia provincial.                                                                                | [ 51 ] |
| Constitució de Formosa      | 1991 | 79      | La Província reconeix a l'aborigen seva identitat ètnica i cultural, sempre que amb això no es violin altres drets reconeguts en aquesta Constitució. | [ 52 ] |
| Constitució del Neuquén     | 1994 | 53      | La Província reconeix la preexistència ètnica i cultural dels pobles indígenes neuquins com a part inescindible de la identitat i idiosincràsia provincial. Garanteix el respecte a la seva identitat i el dret a una educació bilingüe i intercultural.  | [ 53 ] |
| Constitució del Chubut      | 1994 | 34      | La Província reivindica l'existència dels pobles indígenes al seu territori, garantint el respecte a la seva identitat. | [ 54 ] |
| Constitució de La Pampa     | 1994 | 6       | La Província reconeix la preexistència ètnica i cultural dels pobles indígenes. | [ 55 ] |
| Constitució del Chaco       | 1994 | 37      | La Província reconeix la preexistència dels pobles indígenes, la seva identitat ètnica i cultural. | [ 56 ] |
| Constitució de Buenos Aires | 1994 | 36.9    | La Província reivindica l'existència dels pobles indígenes al seu territori, garantint el respecte a les seves identitats ètniques, el desenvolupament de les seves cultures i la possessió familiar i comunitària de les terres que legítimament ocupen. | [ 57 ] |
| Constitució de Salta        | 1998 | 15      | La Província reconeix la preexistència ètnica i cultural dels pobles indígenes que resideixen al territori de Salta. | [ 58 ] |
| Constitució de Tucumán      | 2006 | 149     | La Província reconeix la preexistència ètnic-cultural, la identitat, l'espiritualitat i les institucions dels Pobles Indígenes que habiten en el territori provincial.                                                                                    | [ 59 ] |
| Constitució de Corrientes   | 2007 | 66      | Ha de preservar-se el dret dels pobladors originaris, respectant les seves formes d'organització comunitària i identitat cultural. | [ 60 ] |
| Constitució d'Entre Ríos    | 2008 | 33      | La Província reconeix la preexistència ètnica i cultural dels seus pobles originaris. | [ 61 ] |

## La relació amb l'Estat nacional des de la Llei sobrePolítica Indígena i suport a les Comunitats Aborigens

### L'Institut Nacional d'Assumptes Indígenes (INAI)
La Llei nacional 23302 sobre Política Indígena i suport a les Comunitats Aborigens va ser promulgada el 8 de novembre de 1985 i va crear per a la seva aplicació l'Institut Nacional d'Assumptes Indígenes (INAI) com a entitat descentralitzada amb participació indígena en l'àmbit del Poder Executiu Nacional. Aquesta llei va definir a una comunitat indígena com:
| « | S'entén com a comunitats indígenes als conjunts de famílies que es reconeguin com a tals pel fet de descendir de poblacions que habitaven el territori nacional en l'època de la conquesta o colonització i indígenes o indis als membres d'aquesta comunitat. | » |

La llei va reconèixer la personalitat jurídica a les comunitats indígenes radicades al país, per a això va establir el Registre Nacional de Comunitats Indígenes (RENACI).
L'INAI va quedar integrat per un president dependent del Ministeri de Desenvolupament Social (des de desembre de 2015, del Ministeri de Justícia i Drets Humans), un Consell de Coordinació que inclou representants elegits per les comunitats indígenes i un Consell Assessor tècnic. La reglamentació de la Llei 23302 es va instrumentar pel Decret 155/1989, però el Consell Assessor i el Consell de Coordinació van ser establerts en 2008, tenint aquest 30 representants indígenes, 14 dels estats provincials i 6 del Poder Executiu Nacional.
El 6 d'agost de 2004 (Resolució INAI 152/2004) va ser creat el Consell de Participació Indígena (CPI), amb la funció d'actuar com a articulador o intermediari entre les comunitats indígenes i l'Estat nacional. Durant el 2005 es van realitzar assemblees comunitàries que van triar els primers 80 representants (un titular i un suplent per poble a cada província). El juny de 2006 es va dur a terme la primera Trobada Nacional del CPI, que va crear una Taula de Coordinació composta per 12 dels seus membres. El CPI va ser reformulat en 2008 orientant les seves funcions cap a tasques d'acompanyament i enfortiment de les seves comunitats. Per renovar els representants al CPI durant 2008 i 2009 es van realitzar 41 assemblees comunitàries en 17 províncies: Buenos Aires, Chaco, Chubut, Entre Ríos, Jujuy, La Pampa, Mendoza, Salta, San Juan, Santa Cruz, Santa Fe, Santiago del Estero, Tucumán, Neuquén, Terra del Foc, Misiones i Río Negro. A la província de Formosa, els representants de cada un dels tres pobles indígenes reconeguts en la província (wichí, qom i pilagá) són els mateixos que es trien per integrar el directori de l'Institut de Comunitats Aborigens. El nombre de representants passar a 120 i la Taula de Coordinació a 25 membres regionals renovats anualment. La Resolució INAI 737/2014 va disposar que cada poble per província tingués 2 representants, de manera que la totalitat de les comunitats poguessin ser visitades i ateses.
A març de 2016, el CPI estava compost per 140 representants de 34 pobles reconeguts per l'Estat argentí. Es van realitzar noves assemblees el 2016 i 2017.
El Programa Nacional de Relleu Territorial de Comunitats Indígenes va ser creat pre l'INAI per rellevar les terres ocupació actual, tradicional i pública de les comunitats indígenes. Per a juny de 2015 s'havien rellevat 647 comunitats indígenes i 6.999.443 hectàrees, el que equivalia a un 67% del total estimat. Per llavors, el Registre Nacional de Comunitats Indígenes havia atorgat personalitat jurídica a 1380 comunitats pertanyents als fins llavors 32 pobles indígenes reconeguts per l'Estat nacional.

### Pobles indígenes reconeguts jurídicament per l'Estat nacional
Al 28 de febrer de 2019 havia 1685 comunitats indígenes que compten amb personalitat jurídica en el Registre Nacional de Comunitats Indígenes (RENACI) o en els registres provincials. La majoria d'aquestes comunitats estan registrades com a pertanyent a un poble indígena específic, però hi ha 77 que agrupen dos pobles i 4 a tres pobles (separats per guions en el llistat). Altres 13 comunitats no han definit la seva pertinença a un poble determinat. Els noms consignats en el llistat són els que figuren a la base de dades de l'Institut Nacional d'Assumptes Indígenes (INAI) i entre parèntesis s'indica el nombre de comunitats. Alguns pobles registren les seves comunitats amb noms diferents, tal el cas dels guaranís, ava guaranís, tupí guaranís i chiriguanos que són un mateix poble. La comunitat toara de Jujuy, si bé s'ha diferenciat del poble kolla, continua llistada amb aquest nom:
- Buenos Aires: (50 comunitats)
  - Maputxe (18)
  - Toba (15)
  - Tupí guaraní (7)
  - Avá guaraní (2)
  - Guaraní (2)
  - Kolla (2)
  - Maputxe-tehueltxe (2)
  - Mbyá guaraní (1)
  - Mocoví (1)
- Catamarca: (5 comunitats)
  - Diaguita (4)
  - Kolla-atacameny (1)
- Chaco: (111 comunitats)
  - Toba (74)
  - Wichí (20)
  - Mocoví (15)
  - Sense dades (2)
- Chubut: (99 comunitats)
  - Maputxe (58)
  - Maputxe-tehueltxe (35)
  - Tehueltxe (4)
  - Tehueltxe-maputxe (2)
- Córdoba: (11 comunitats)
  - Comechingón (10)
  - Ranquel (1)
- Corrientes: (3 comunitats)
  - Guaraní (3)
- Entre Ríos: (3 comunitats)
  - Xarrúa (3)
- Formosa: (152 comunitats)
  - Wichí (59)
  - Toba (58)
  - Pilagá (25)
  - Sense dades (9)
  - Toba-pilagá-wichí (1)
- Jujuy: (293 comunitats)
  - Kolla (161)
  - Omaguaca (47)
  - Guaraní (44)
  - Atacama (10)
  - Ocloya (10)
  - Quítxua (9)
  - Tilián (4)
  - Avá guaraní (3)
  - Fiscara (2)
  - Chané (1)
  - Chulupí-omaguaca (1)
  - Toba (1)
- La Pampa: (14 comunitats)
  - Ranquel (13)
  - Maputxe-ranquel (1)
- La Rioja: (1 comunitat)
  - Diaguita (1)
- Mendoza: (26 comunitats)
  - Huarpe (15)
  - Maputxe (7)
  - Maputxe-pehuenche (2)
  - Pehuenche (1)
  - Ranquel (1)
- Misiones: (110 comunitats)
  - Mbyá guaraní (110)
- Neuquén: (55 comunitats)
  - Maputxe (55)
- Río Negro: (92 comunitats)
  - Maputxe (86)
  - Maputxe-tehueltxe (5)
  - Tehueltxe (1)
- Salta: (492 comunitat)
  - Wichí (176)
  - Kolla (83)
  - Guaraní (72)
  - Diaguita calchaquí (36)
  - Chorote (25)
  - Avá guaraní (23)
  - Toba (15)
  - Tastil (12)
  - Iogys (9)
  - Atacama (8)
  - Tupí guaraní (6)
  - Chané (5)
  - Tapiete (3)
  - Wichí-guaraní (3)
  - Sense dades (2)
  - Aimara-kolla-omaguaca (1)
  - Chiriguano (1)
  - Chorote-wichí (1)
  - Chulupí (1)
  - Diaguita (1)
  - Diaguita calchaquí-wichí-lule (1)
  - Guaraní-Chané (1)
  - Guaraní-Wichí (1)
  - Kolla-guaraní (1)
  - Kolla-guaraní-wichí (1)
  - Lule (1)
  - Wichí-chiriguano (1)
  - Wichí-chorote (1)
  - Wichí-toba (1)
- San Juan: (5 comunitats)
  - Huarpe (5)
- San Luis: (3 comunitats)
  - Ranquel (2)
  - Huarpe (1)
- Santa Cruz: (9 comunitats)
  - Maptxe-tehueltxe (4)
  - Tehueltxe (3)
  - Maputxe (2)
- Santa Fe: (53 comunitats)
  - Mocoví (36)
  - Toba (10)
  - Mocoví-toba (3)
  - Corundí (1)
  - Diaguita (1)
  - Kolla (1)
  - Maputxe (1)
- Santiago del Estero: (79 comunitats)
  - Tonokoté (39)
  - Diaguita cacano (19)
  - Lule-vilela (11)
  - Vilela (6)
  - Guaycurú (3)
  - Sanavirón (1)
- Terra del Foc: (1 comunitat)
  - Ona (1)
- Tucumán: (18 comunitats)
  - Diaguita calchaquí (9)
  - Diaguita (8)
  - Lule (1)

Es troben en procés d'organització altres comunitats (encara sense personalitat jurídica): chicha (a Jujuy), xarrúa (Santa Fe), diaguita (San Luis), huarpe (San Luis), lule (Santiago del Estero), maputxe (La Pampa), avipón (Santa Fe), yámana (Terra del Foc), querandí (Buenos Aires), tehueltxe (Buenos Aires), tehueltxe (La Pampa), tonokoté (Buenos Aires), tilcara (Jujuy), sanavirons (Córdoba).

### Pobles indígenes que compten amb comunitats organitzades
Al 2019 havia 38 pobles indígenes que parlen més de 16 llengües diferents i que compten amb comunitats organitzades (per si soles o mixtes) amb personalitat jurídica, als quals ha d'agregar als yaganes que tenen una comunitat sense personalitat jurídica. Altres quatre pobles podrien organitzar-se en comunitats o estan en procés d'organització, mentre que els weenhayek i els pehuentxes de Mendoza tenen algun grau de diferenciació:
- Aimares (o collas): són emigrats bolivians o descendents d'ells, alguns dels quals es van integrar en comunitats amb kollas i atacamenys. Conserven la seva llengua aimara.
- Atacamenys (atacames o apatames): anomenen lickan-antay a la seva nació. Separats del conjunt kolla, no conserven la seva llengua kunza, tot i que a Xile hi ha intents de restablir sobre la base de lexicons i de records de gent gran.
- Avá guaranís (despectivament anomenats chiriguanos o chaguancos): van emigrar des de Bolívia a partir del segle xx. A Bolívia s'anomenen guaranís i es subdivideixen en tres grups (avas, simbas i isocenys), dels quals els dos primers formen el poble avá guaraní a l'Argentina i l'últim el poble chané. A Paraguai se'ls anomena guaranís occidentals. A l'Argentina les seves comunitats i individus utilitzen les anomenacions guaraní, avá guaraní, chiriguano i tupí guaraní sense constituir pobles diferents. Els simbas es distingeixen dels avá perquè els primers tenen afecció als usos tradicionals guaranís. En part conserven la seva llengua tupí-guaraní, el guaraní bolivià oriental.
- Chanés: són part del poble guaraní que va emigrar des de Bolívia, on se'ls coneix com a izocenys. A l'Argentina es diferencien dels avá guaranís emfatitzant la seva herència arawak. Conserven un dialecte del guaraní bolivià oriental.
- Chorotes (o yofuashas): sense constituir pobles diferents es distingeixen pels seus dialectes gairebé inintel·ligibles entre ells, els manjuy (o iyo'wujwa) i els eclenjuy (o iyojwa'ja).
- Chulupís (o nivaclés): sense constituir pobles diferents es distingeixen pels dos dialectes de la llengua chulupí, que conserven els tovoc lhavos (gent del riu) i els yita 'lhavos (gent de la muntanya). Aquests últims viuen al Paraguai.
- Comechingones: la majoria són descendents mestissos. No conserven la seva llengua.
- Corondas (o corundíes): són famílies aïllades de descendents reunides per un caciq, reconegudes com a comunitat i poble per la província de Santa Fe. No conserven la seva llengua.
- Diaguitas (o paziocas): conjunt en gran part barrejat. Els que viuen a les valls calchaquíes s'anomenen diaguitas calchaquíes, els de Santiago del Estero s'anomenen diaguitas cacanos i els de Tucumán i altres àrees adjacents utilitzen només el nom diaguita. La comunitat establerta a Santa Fe s'anomena diaguita olongasta. L'ECPI 2004-2005 va registrar també alguns descendents d'abaucans, pituiles i pulars. No conserven la seva llengua cacán.
- Fiscaras (o tilcaras): separats del conjunt kolla. No conserven la seva llengua.
- Guaranís: és un nom genèric adoptat per algunes comunitats avá guaranís a Salta i Jujuy i per comunitats mixtes d'emigrats al Gran Buens Aires, entre les quals es troben persones d'ascendència paraguaiana i descendents dels guaranís de les missions jesuïtes. A Corrientes existeixen comunitats de descendents mestissos de guaranís que han adoptat aquesta denominació. Entre ells i entre molts criolls de la província de Corrientes es conserva l'idioma guaraní correntí (o Taragüí ñe'ẽ). La ECPI 2004-2005 va registrar també alguns descendents de tapes sense formar comunitats. El dialecte paraguaià del guaraní i el seu pidgin yopará són conservats també per emigrats del Paraguai a l'Argentina.
- Guaycurús: és el nom adoptat per comunitats del Chaco a Santiago de l'Estero. No conserven la seva llengua.
- Huarpes: la majoria són descendents mestissos. L'ECPI 2004-2005 va registrar també alguns descendents d'ansiltas. No conserven les seves llengües originals allentiac i millcayac.
- Iogys (o yojwis): són un grup del poble wichí de l'àrea del riu Itiyuro que va decidir constituir-se diferenciadament. Des de 2013 tenen personalitat jurídica amb el nom d'iogys. Conserven una variant de la llengua wichí lhamtés.
- Kollas: són un conjunt culturalment homogeni de pobles andins. En èpoques recents es va produir un procés de diferenciació entre els seus principals components, sorgint com a pobles separats els atacamenys, ocloyas, omaguacas, tiliáns, tastils, fiscaras, toaras i quítxues. Altres grups com els chichas del nord de Jujuy també es diferencien però no han format comunitats reconegudes. Els maimaras es van autoreconèixer per separat en els últims censos, però s'agrupen entre els kollas i els fiscaras. No conserven les seves llengües originals, però sí alguns d'ells parlen el quítxua meridional.
- Lules: majorment són descendents mestissos. A Santiago del Estero formen comunitats amb grups vilelas. No conserva la seva llengua.
- Maputxes: són el poble indígena més nombrós de l'Argentina. A Chubut estan en gran part barrejats amb els tehueltxes i les seves comunitats adopten el nom de maputxe-tehueltxes. A Mendoza algunes comunitats van adoptar el nom diferenciat de pehuenches. Conserven la seva llengua mapudungun amb 3 dialectes a Argentina: nguluche (o moluche), pehuenche i huilliche. A Neuquén, sense formar pobles aparts, territorialment també es diferencien els lafquenches, pehuenches, huilliches i picunxes.
- Mbyás (o mbyá guaranís): formen part de la nació guaraní i conserven la seva llengua mbyá. Entre ells conviuen petits grups chiripás (o avá guaranís del Paraguai)', i paí tavyterás (o cainguás), sense formar comunitats separades.
- Mocovís (o moqoit): conserven la seva llengua mocoví.
- Ocloyas: separats del conjunt kolla. No conserven la seva llengua.
- Omaguacas: separats del conjunt kolla. No conserven la seva llengua.
- Pilagás: conserven la seva llengua pilagà en dos dialectes (de l'oest i del sud).
- Quítxues: són comunitats del nord de Jujuy separades del conjunt kolla i que conserven el quítxua meridional. La ECPI 2004-2005 va registrar també algunes persones que es van reconèixer com a descendents d'inques. Les llengües quítxues són també parlades per emigrats de Bolívia i Perú.
- Ranquels (o rankulches): denominen a la seva nació amb el nom de mamulche. Conserven una variant del mapudungun huilliche.
- Sanavirons: la majoria són descendents mestissos. No conserven la seva llengua.
- Selknam (o onas): la majoria són descendents mestissos, entre els quals hi ha alguns individus que s'identifiquen com haush. La seva llengua selknam està en greu perill de desaparició i només és conservat per semiparlants.
- Tapietés: són un poble del Chaco de llengua tupí-guaraní emigrat des de Bolívia al segle xx. A Paraguai se'ls anomena guaranís ñandeves. Conserven el dialecte tapieté del guaraní bolivià oriental.
- Tastils: separats del conjunt kolla. No conserven la seva llengua.
- Tehueltxes (o aonikén): a Chubut estan en gran part barrejats amb els maputxes i es denominen maputxe-tehueltxes. La seva llengua aonikenk està en greu perill de desaparició.
- Tiliáns: separats del conjunt kolla. No conserven la seva llengua.
- Toaras: separats del conjunt kolla. No conserven la seva llengua.
- Tobas (o qom): conserven la seva llengua toba en dos dialectes (del sud-est i del nord).
- Tonocotés (o surites): no conserven la seva llengua original, però alguns utilitzen el quítxua santiagueny que també parlen molts criolls de la província de Santiago del Estero.
- Vilelas: al Chaco viuen famílies aïllades o en comunitats tobas o mocovíes. A Santiago del Estero formen comunitats amb grups lules o separades. La llengua vilela està en greu perill de desaparició i només és conservat per semiparlants.
- Wichís (o wichis, antigament coneguts com a matacos): sense constituir pobles diferents es distingeixen pels nombrosos dialectes de la seva llengua wichí lhamtés, dels quals els principals són els güisnayes (o abajenys) del Pilcomayo, els vejoces (o arribenys) del Bermejo, els abajenys del Bermejo o del Teuco i els weenhayek (noctens o arribenys) del Pilcomayo. Aquests últims són els wichís de Bolívia, i hi ha un petit grup a la zona de Tartagal sense constituir comunitats amb personalitat jurídica.
- Xarrues: la majoria són descendents mestissos. Es diferencien entre ells alguns individus com chanás i minuanes. No conserven les seves llengües xarrues.
- Yaganes (o yámanas): hi ha uns pocs descendents mestissos que van formar una comunitat a Terra del Foc reconeguda per la província però sense personalitat jurídica. No conserven la seva llengua yagan, encara que existeixen lexicons.

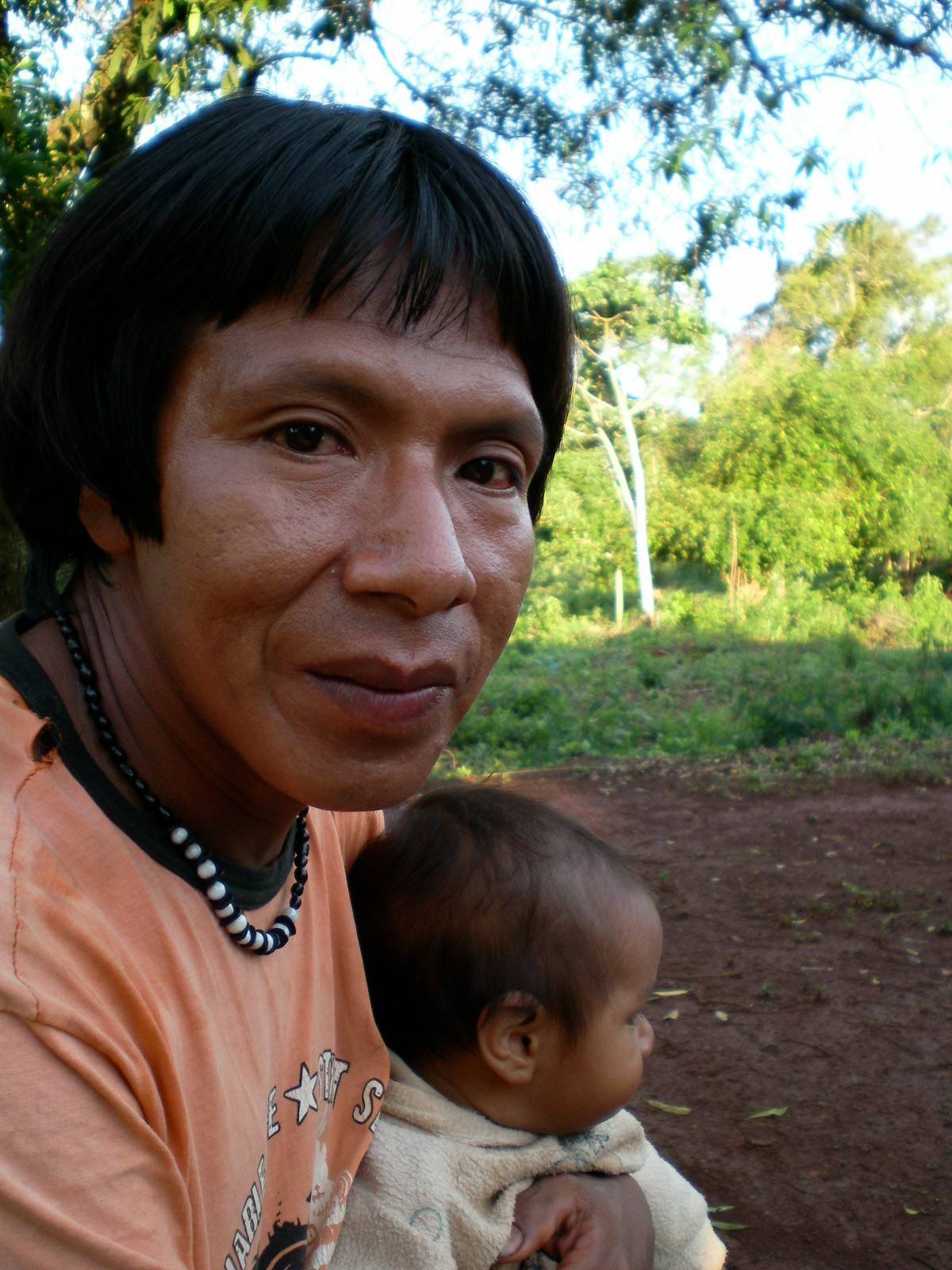
Cacic mbyá guaraní, 2007
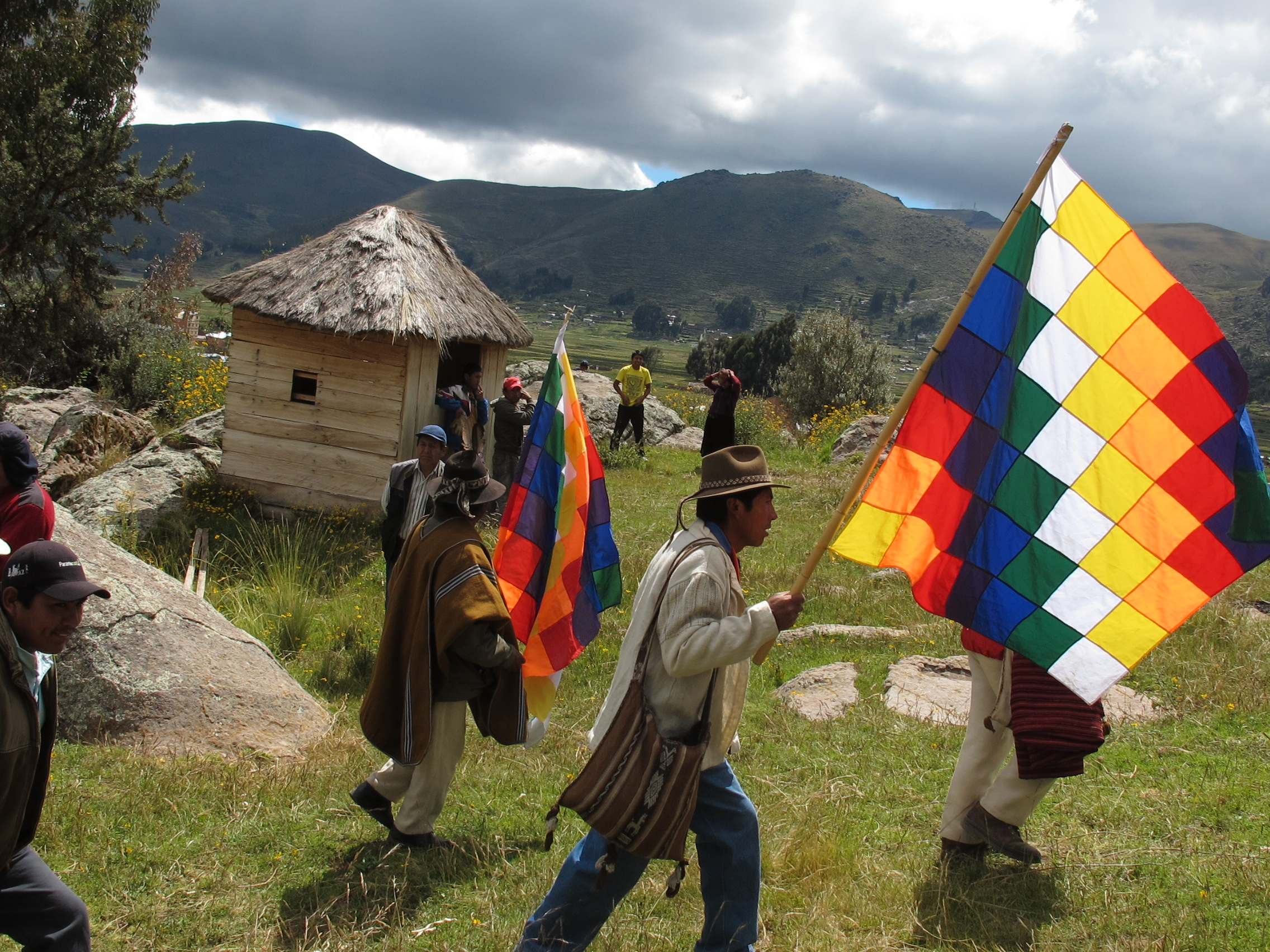
Aimares enarborant la wiphala durant una cerimònia cultural, 2010
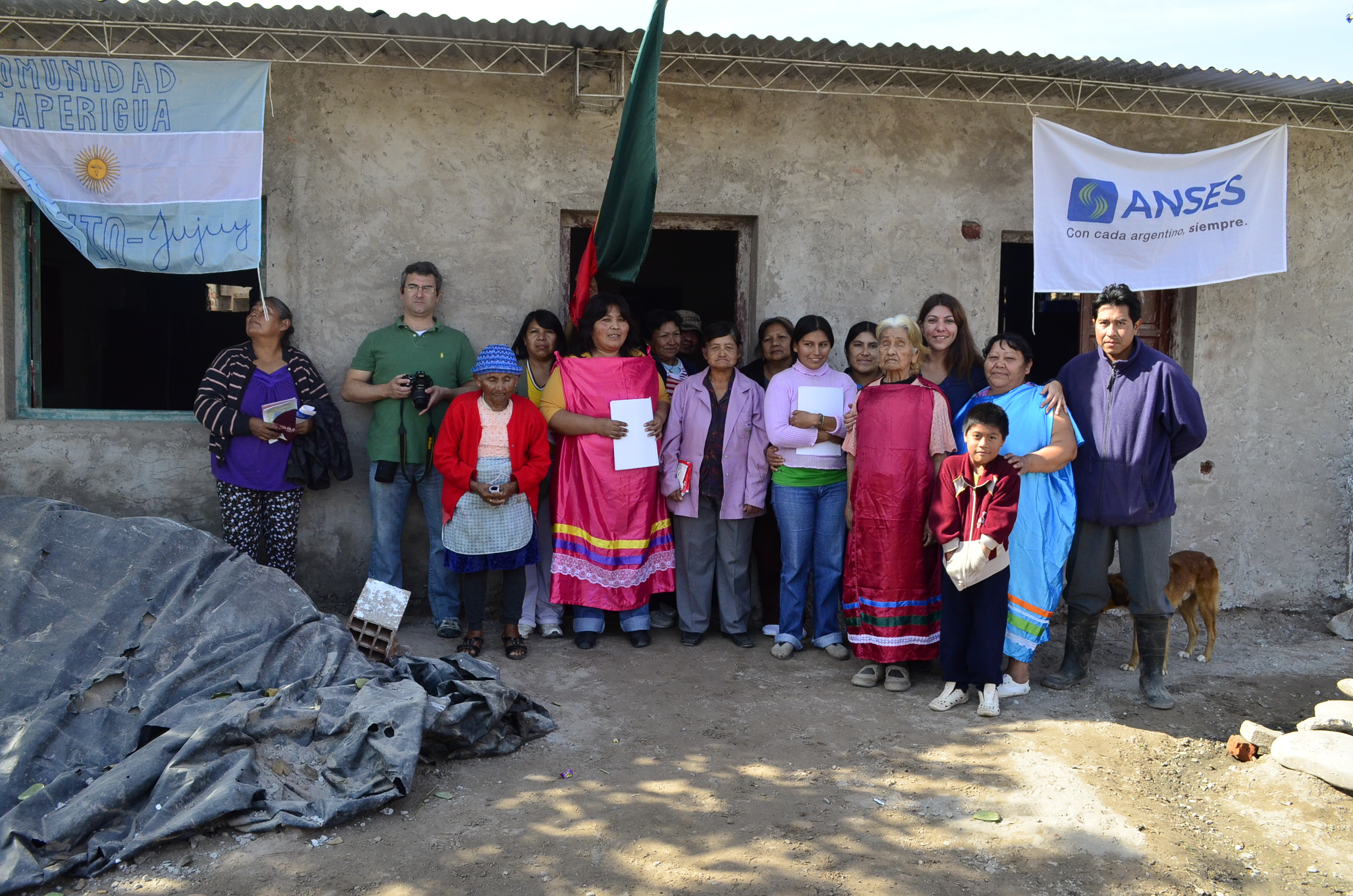
Comunitat avá guaraní, 2012
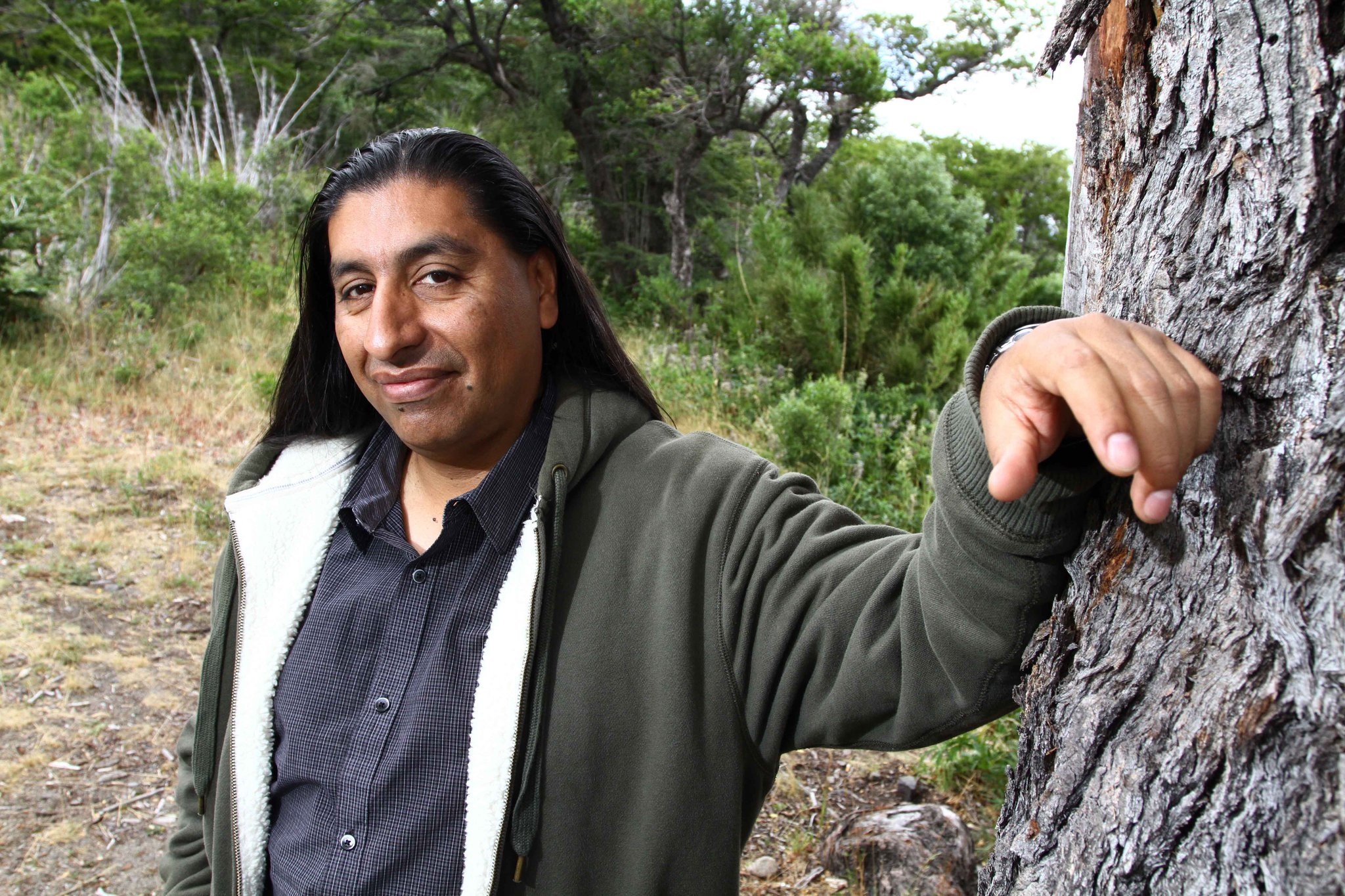
Juan Namuncurá, músic i productor musical d'origen aimara per part de pare i maputxe per part de mare, 2016

En els censos de població es van registrar descendents d'alguns pobles que encara no s'han organitzat en comunitats, els més nombrosos són:
- Pampes, pueltxes o gennaken: majorment descendents mestissos. No conserven les seves llengües, encara que existeixen lexicons de la llengua gününa këna.
- Querandís: majorment són descendents mestissos que busquen restablir la identitat querandí. No conserven la seva llengua.
- Abipons: famílies aïllades a Santa Fe. No conserven la seva llengua.
- Chiches: encara inclosos dins les comunitats kollas, però en procés de diferenciació. No conserven la seva llengua original.

### Reconeixement de la propietat comunitària indígena en el Codi Civil i Comercial Argentí
La República Argentina va sancionar una nova legislació de fons i va codificar les normes civils i comercials, que fins aquell moment es trobaven separades en el Codi Civil i en el Codi Comercial, reunint a ambdues legislacions en un nou i únic codi denominat Codi Civil i Comercial de la República Argentina.
El Codi Civil i Comercial de la República Argentina repara una omissió històrica: el reconeixement de la propietat comunitària indígena. Històricament els indígenes sempre van ser acusats d' «usurpadors» de les terres que ocupen per no acreditar cap títol ni reconeixement per part de l'Estat. Amb la sanció de Llei 26160 al novembre de 2006: 
| « | Article 1 - Es declara l'emergència en matèria de possessió i propietat de les terres que tradicionalment ocupen les comunitats indígenes originàries del país, la personalitat jurídica de la qual hagi estat inscrita en el Registre Nacional de Comunitats Indígenes o organisme provincial competent o aquelles preexistents, pel termini de 4 (quatre) anys. | » |

Si bé l'Estat nacional havia sancionat la Llei 24071 ratificatoria del Conveni 169 de l'OIT el 1992 i realitzat el dipòsit de la mateixa el 3 de juliol de 2000, el 25 d'octubre de 2007 es va disposar el relleu de totes les terres d'ocupació actual, tradicional i pública de les comunitats indígenes, per mitjà del Programa Nacional de Relleu Territorial de Comunitats Indígenes amb la intervenció del Ministeri de Desenvolupament Social i de l'Institut Nacional d'Assumptes Indígenes, donant així compliment efectiu al que disposa l'art. 14.2 del Conveni que obliga els governs a «prendre les mesures que siguin necessàries per determinar les terres que els pobles interessats ocupen tradicionalment i garantir la protecció efectiva dels seus drets de propietat i possessió».
En el marc d'aquesta normativa, el 1r d'agost de 2015 portaven demarcades 6.600.000 hectàrees corresponents a 653 comunitats indígenes de 21 províncies, segons estadístiques del Programa de Relleu Territorial de Comunitats Indígenes de l'INAI. A aquesta activitat de l'Estat, realitzada amb participació indígena, s'ha de sumar també la regularització del domini de 2.400.000 hectàrees a les províncies de Jujuy, Mendoza, Chaco i Salta, realitzada a través de programes provincials i lleis expropiatòries. El nou Codi va permetre transformar la possessió indígena demarcada en aquests anys, ja que en el seu article 18 preveu la sanció d'una llei especial, que regularà l'abast i la instrumentació de la propietat comunitària, amb la seva corresponent titulació. En el marc del procés d'implementació de la Llei 26160, el nou codi expressa en l'art. 18 el «dret de les comunitats indígenes (reconegudes per l'Estat) a la possessió i a la propietat comunitària de les terres que actualment ocupen i d'aquelles altres aptes i suficients per al desenvolupament humà segons ho estableixi la llei, de conformitat amb el que disposa l'article 75 incís 17 de la Constitució Nacional Argentina».
Al setembre de 2017, l'INAI va enviar un informe al Senat de la Nació Argentina assenyalant que hi ha al país unes 1600 comunitats indígenes identificades, de les quals 1417 compten amb personalitat jurídica. Un total de 824 d'aquestes comunitats van iniciar els tràmits per reclamar com territoris d'ocupació tradicional un total de 8.414.124 hectàrees, el que representa un 3% del territori nacional. D'aquestes comunitats 423 van culminar el relleu territorial del Programa de Relleu Territorial de Comunitats Indígenes.

### Drets reconeguts en la llei sobre Política Indígena i suport a les Comunitats Aborigens
La Llei 23302 sobre Política Indígena i suport a les comunitats indígenes té com a finalitat:
- Garantir l'accés a la terra.
- Respectar la seva cultura en els plans d'ensenyament i en la protecció de la seva salut.
- Que puguin participar en forma plena en la vida social, econòmica i cultural de la Nació respectant els seus propis valors.
- Preservar el patrimoni cultural.

L'adjudicació de terres a les comunitats indígenes és donar-los terres suficients perquè puguin explotar-les d'acord amb les seves pròpies necessitats i aquest lliurament de terres es considera el primer deure de l'Estat cap a les comunitats indígenes, que per rebre-les han de tenir personalitat jurídica i no han de pagar ni per l'entrega ni per l'ús de les terres, ni pagar impostos ni despeses de cap tipus dins de tot el territori de la República Argentina. Les terres han de donar-se en el lloc on la comunitat es troba, fins i tot es pot lliurar terres a un indígena que no està integrat en una comunitat, amb preferència als indígenes que formin part d'un grup familiar. La persona que rep les terres té l'obligació de viure-hi i treballar-les en comunitat o amb el grup familiar, no pot vendre-les ni llogar-les, ni dividir-les llevat que estigui autoritzat per l'Estat, ni abandonar-les ja que si ho fa perd tots els drets sobre les terres.
Les lleis argentines reconeixen certs drets a les comunitats indígenes:
- D'educació: els plans i serveis han de brindar on les comunitats es troben, l'educació primària ha de tenir dos cicles: els tres primers anys en la llengua indígena materna i l'idioma nacional com una matèria especial; els altres anys, ha de ser bilingüe i s'han d'ensenyar les tècniques modernes per al cultiu de les terres, per a la industrialització dels seus productes i la difusió de les seves artesanies.
- De salut: amb plans que atenguin la seva recuperació física i psíquica amb hospitals mòbils per a l'atenció dels aborígens que es trobin aïllats, aplicació de la medicina tradicional indígena sempre que no sigui contrària als plans sanitaris de la Nació, distribució dels medicaments que necessiten en forma gratuïta i en cas que es vulgui dur a terme un estudi científic a qualsevol comunitat indígena, la comunitat ha de ser consultada i prestar el seu consentiment.

### Restitució de restes mortals
La Llei 25517 sancionada el 21 de novembre de 2001 i promulgada de fet el 14 de desembre de 2001 (i el seu Decret Reglamentari 701/2010) va disposar:
| « | Article 1 - Les restes mortals d'aborigens, qualsevol fos la seva característica ètnica, que formin part de museus i / o col·leccions públiques o privades, s'han de posar a disposició dels pobles indígenes i / o comunitats de pertinença que ho reclamin. | » |

Des de llavors el Museu de La Plata va restituir les restes de 32 indígenes, entre ells el cacic tehueltxe Inacayal i el cacic ranquel Mariano Rosas.

## Organismes provincials
Algunes províncies de l'Argentina van establir organismes provincials per aplicar les seves polítiques relacionades amb els indígenes:
- Buenos Aires: 
  - el 22 de desembre de 2004 va ser creat el Registre Provincial de Comunitats Indígenes.
  - el 2006 va ser creat el Consell Indígena de la Província de Buenos Aires (CIBA), compost per dos representants per cada poble indígena que posseeixi almenys tres comunitats en el territori de la província de Buenos Aires inscrites en el Registre Provincial de Comunitats Indígenes o al Registre Nacional de Comunitats Indígenes. Els pobles maputxe-tehueltxe, kolla, qom i guaraní, compten cada un amb dos representants elegits en assemblea de les màximes autoritats comunitàries.[77]
  - el 2007 va ser creat el Consell Provincial d'Assumptes Indígenes, i està integrat per quatre funcionaris de l'Estat provincial.
- Chaco: 
  - el 19 d'octubre de 1956 va ser creat la Comissió Honoraria de l'Aborigen, i el 10 de desembre de 1956 la Direcció de l'Aborigen. Totes dues van ser suplantades per l'Institut del Aborigen Chaqueny (IDACH), que és un ens autàrquic creat el 28 de maig de 1963 i la seu es troba a la Colònia Aborigen Chaco del departament Veinticinco de Mayo. La direcció de l'IDACH està constituït per un president, dos vocals titulars i dos suplents de cada ètnia, elegits democràticament per cada ètnia.
  - el Decret 2749/87 estableix: «entengui's com nadius de la província a les ètnies tobas, matacos o wichi i mocoví, que habiten el territori provincial des de temps immemorial».
- Chubut: 
  - el 22 de desembre de 1988 va ser creada la Comissió Provincial d'Identificació i Adjudicació de Terres a les Comunitats Aborigens.
  - el 30 d'agost de 1991 va ser creat l'Institut de Comunitats Indígenes (ICI), integrat per un representant indígena titular i un altre suplent per cada departament polític a on hi hagi comunitats indígenes reconegudes.
  - el 19 d'octubre de 1994 va ser creat el Registre de Comunitats Indígenes de la Província del Chubut.
- Formosa: 
  - el 6 de novembre de 1984 la Llei Integral de l'Aborigen va crear l'Institut de Comunitats Aborigens (ICA), amb un directori de tres directors titulars i tres suplents, un a proposta de cada ètnia (wichi, pilagà i toba).
- La Pampa: 
  - el 21 de juny de 1990 va ser creat el Consell Provincial de l'Aborigen, integrat per tres representants de comunitats aborígens degudament inscrites en el Re.Na.C.I. (ranquels).
- Misiones: 
  - el 27 de desembre de 1989 va ser creat el Registre de Comunitats Indígenes i la Direcció Provincial d'Assumptes Guaranís.
  - per Decret 917/2003, el Poder Executiu provincial va reconèixer expressament al poble guaraní com a nació.
- Río Negro: 
  - el 1r de setembre de 1988 va ser creada la Comissió d'Estudi del Problema Indígena de la Província de Río Negro.
  - el 22 de desembre de 1988 va reconèixer l'existència del Consell Assessor Indígena amb seu a Ingeniero Jacobacci.
  - el 6 d'abril de 1998 va ser creat el Consell de Desenvolupament de Comunitats Indígenes i reconeguda la Coordinadora del Parlament del Poble Maputxe, com a instància representativa conformada per totes les organitzacions del poble maputxe.
- Salta: 
  - el 3 de juliol de 1986 va ser creat l'Institut Provincial de l'Aborigen (IPA) com a entitat autàrquica integrat per un president, dos vocals designats pel poder executiu i sis designats per cada grup ètnic majoritari en assemblea.
  - el 29 de desembre de 2000 va ser creat l'Institut Provincial dels Pobles Indígenes de Salta (IPPIS) amb domicili legal a la ciutat de Tartagal i integrat per un president i vuit vocals, els que seran elegits en raó d'un per cada ètnia en assemblea comunitària (pobles: wichi, toba, tapiete, kolla, guaraní, diaguita, chorote, chulupí, chané).[78][79]
- Santa Fe: 
  - el 27 d'octubre de 1961 va ser creada la Direcció Provincial de l'Aborigen.
  - el 4 de gener de 1994 va ser creat l'Institut Provincial d'Aborígens Santafesins (IPAS) amb seu a la ciutat de Santa Fe i es va reconèixer a les cultures i llengües toba i mocoví com a valors constitutius del patrimoni cultural de la província. L'IPAS compta amb cinc representants elegits en assemblea per les 59 comunitats indígenes de la província.[80]